# 銀河英雄伝説の登場艦船
本項では田中芳樹のSF小説『銀河英雄伝説』に登場する宇宙軍艦（宇宙戦艦、宇宙空母など）および民間の宇宙船について解説する。
なお、特に断りがない場合、原作の記述・設定をメインとして説明している。

## 概要
原作者の田中芳樹は、本作の執筆に当たって、機械の性能より人間の個性を重視する事を本作の特徴として挙げており、主人公ラインハルトの乗艦であるブリュンヒルトも含めて全長をはじめとするサイズや備砲数など具体的な数値を記していない。したがって本項に記載されたこれらの数値や設定は、原作の執筆後にアニメ化・ゲーム化する際に設定されたものである。これについて原作者は、自分がそれらを作らなかったせいで、アニメ化に際してスタッフに余計な苦労をさせてしまったと述べている。また、原作で固有艦名が登場したのは艦船の一部で、その他の艦船の名前等も多くは両アニメ版やコンピューターゲームの企画に際して設定されており、各種性能諸元や級種なども、アニメ版及びその資料集などで設定されたものがほとんどである（例：フォルセティ級、アキレウス級などの艦級名など）。
作中では、人類の宇宙進出にあたって亜空間跳躍航法と重力制御と慣性制御の3種の技術が恒星間航行を可能にしたとされ、ビーム砲やレールガン・エネルギー中和磁場といった架空の兵器も登場する。艦船の動力源は核融合炉らしく（ヤン・タイロンの死因も乗船の核融合炉事故）、その戦闘被弾爆沈の際には原因か結果かは別に核融合炉の爆発を伴う記述が作中複数見られる。既存の戦術・戦略を無効化するような超兵器こそ登場しないが、レーダーや各種誘導手段といった電波兵器に関しては高度な妨害システムが確立されていると描写され、索敵などもしばしば光学システムを用いた目視が重視されている。また、ゼッフル粒子とよばれる架空の物質が設定されており、これを散布することにより歩兵による火器の使用を抑制し、対人戦闘時には銃撃戦よりも白兵戦が重要視される。原作中では「宇宙船のエンジン推力軸は、厳密に船体の中心を貫いていなければならない。大小を問わず、宇宙船の形状が円または球形を基本とし、左右・上下が対称となっているのは、そのためである。（云々）」としているが、小説版カバー・同挿絵、アニメ版・ゲーム版・コミック版・演劇版などでこれが反映されているのは改造ガイエスブルグ要塞程度で、他ではこの記述は無視されている。
アニメ版(石黒監督版)での外観上の特徴として、戦闘艇以外は両軍とも主砲の砲身は全て艦首に埋め込まれており砲塔はない。ビームはある程度の偏向照射が可能だが、概ね艦の姿勢を制御して照準をつける。これはメカニックコンセプチュアルデザインを担当した加藤直之が、潜水艦が行うような戦闘をイメージしていたからである（宇宙戦艦ヤマトにおける「パルスレーザー」などの砲塔群の作画に苦労したことも理由に挙げている）。また、ミサイル類は隠顕式ランチャーである。アンテナ等の出っ張りはあるが全体的に凹凸の少ないデザインとなっている。全体としては直方体や円筒形を基本とする艦型が多いが、帝国軍の新鋭戦艦であるブリュンヒルトやバルバロッサ、パーツィバル等、例外的に優美な流線型のデザインの艦艇もある。
上記の通り、小説作中では特に機械的設定に言及する部分は少ないが、一部挿絵の担当者が砲塔付きの宇宙船などを描いており、アニメとのギャップが生じている場合もある。

## 艦種
戦艦、巡航艦、駆逐艦、宇宙母艦といった艦種が登場するほか、補助的なものや派生的な艦種も存在する。また、艦載機に類するものとして宇宙戦闘艇がある。帝国軍においては大将に昇進すると専用の旗艦が下賜され、所有権こそ国家にあるものの、本人が戦死したり、退役したり、大逆罪などで階級を剥奪されたり、本人が旗艦の変更を申し出ない限り、本人の了承なしに取り上げられることはない。乗員数については登場ごとのブレが大きく、戦艦ネストルが660名、ユリシーズが140名、イゼルローン軍で「たった五二人で、どうやって巡航艦を動かせと言うんだ。」と乗員が苦情を言う描写などがある。
戦闘艇は「単座式戦闘艇」と称し、帝国軍のワルキューレ、同盟軍のスパルタニアンが登場する。両軍戦闘艇の能力に大差はない。ワルキューレはX字翼と描写されている。スパルタニアンは武装としてビーム、ウラン238弾などを使用する。

### 石黒監督版アニメ
同作のメカニックコンセプチュアルデザインを務めた加藤直之がメインデザイナーを務めた。同盟艦については加藤からスタジオぬえの石津泰志に委託してデザインされたパトロクロスを原型として、加藤が各艦をデザインしている。藤崎竜版コミックでは、石黒監督版アニメの艦艇デザインをおおむねそのまま使用している（一部例外あり）。
艦艇の基本構造をみると、帝国軍はフレーム一体構造をとり、側面に整備用のメンテナンスベイ（ハッチ）となる銀色の円盤構造を持つ。これに対し同盟軍は個別に完成させた区画を結合して建造するモジュール工法で、ブロック単位で分解・交換できることから、整備用のアクセスハッチは見られない。
最初の制作時、殆どの艦船はセル画で描かれた（制作最末期の2DCG作画部分、背景画、後のデジタルメディアコンバート処理、後のデジタルレタッチなどを除く）。

#### 勢力ごとの特徴（石黒監督版アニメ）
銀河帝国
帝国軍の艦艇は、領土内惑星の治安維持任務も帯びているため、ほとんどの艦が大気圏内に降下、着陸または着水することが可能である。一部の旗艦級戦艦では外部に棒状アンテナを備えているが、必ず収納可能となっている。巡航艦級以上の戦闘艦は、一部の（試作）旗艦級戦艦を除いて一様に後方下部に横から見て三角形状の構造物が突き出している事が外観上の特徴で、この構造物にはセンサーなど機関部からの干渉を避ける必要がある機材が収納されている。地上係留時でもこの突き出し最下端のみが接地し、前に折り畳み脚などが出る描写は無い。他に徳間ノベルズ版表紙絵の帝国艦に見られた艦外面を前後に繋ぐフレキシブルパイプ状の物体が多くの艦に引き継がれている。天井の無い惑星表面の宇宙軍港に係留されている描写が見られる。外見的には同盟軍の同クラス艦と比べて主砲門数が少ないこと、推進機関が分散配置されていることが特徴。
同盟軍の艦艇と違い、艦の側面には識別番号がないかわりに帝国国章が必ず描かれる（旗艦などは特徴的な変形デザインとなっていることも多い）。一部の大貴族が乗り込む戦艦には、直衛に当たる「盾艦（たてかん）」が随伴する。
艦橋は豪奢な内装が施されており、古代ギリシャ時代の神殿のような円柱が艦橋周囲を取り巻いている。
藤崎版コミックでは、貴族の私設艦隊の所属艦の側面に帝国の国章以外の紋章が描かれていたり、極端な場合には艦型を大幅に変えるほどの華美な装飾が施されている場合もある。
自由惑星同盟
同盟軍艦艇は、帝国や貴族の権威を示す役割も併せ持つ帝国軍艦艇とは異なり、純粋に戦闘を主目的として設計されている。そのため、美しいフォルムを持つ帝国軍艦艇と違い、機能性・量産性を重視した、直線的なユニット構造設計となっている。推進機関は帝国艦のように分かれておらず、長い遮蔽部に覆われている。主推進器以外による（逆・横・上下）推進・姿勢制御は、船体各所に設けられたRCSによる描写となっている。
艦の規模も、同じ艦種では帝国軍艦艇より規模が小さく、内装も実用一辺倒。艦橋及び艦隊指揮所は一体化した吹き抜け構造になっており、指揮官は後部の壁に面した最上部のフロアに陣取る（簡素な座席はあるが、立ったまま指揮をとることが多い）。また、惑星表面に降下・離着陸する事は想定されておらず、乗組員の惑星への降下や搭乗は専用の艦載シャトルで行う。但し惑星レグニツァ上空の戦いで示されたように、少なくとも木星型惑星への大気圏突入・飛行・戦闘・離脱能力を備えている。
同盟軍の艦艇を帝国軍と比較すると、艦の規模が小さくて防御力は劣るが、機動力は上回る。主砲の収束口径は小さいが砲門数は多いため、トータルの攻撃力は互角ないし上回る。そして、惑星表面への離着陸能力を持たない一方で、艦外にレーダーや通信アンテナといった電子戦装備を設置する場所を大きくとれるため、電子戦能力は帝国軍艦艇に対して決定的に勝るとされる。同盟軍艦艇がこのような特徴を持つようになったのは、同盟自体の国力と生産力が帝国より劣っている（ある統計によると、国力は帝国48、同盟40、フェザーン12）から「質を多少犠牲にしても、とにかく数をそろえる」という建艦方針を取らざるを得なかった、という基本設定を反映したためである。
艦隊司令官の座乗する旗艦級戦艦は、通信・指揮のためのアンテナや板状のフィンを多く持ち、主砲が平均で40門、最大で80門もある艦もある。宇宙暦790年代の主力艦隊旗艦は、第13艦隊旗艦ヒューベリオンを除き同一クラス（アニメ製作者側の設定ではパトロクロス級、らいとすたっふの設定ではアキレウス級のちアイアース級）であるが、建造時期などにより細部は異なる。また、第1から第15まである主力艦隊旗艦の中で、唯一第1艦隊旗艦のみが設定されていない（パトロクロス級の設定ではアイアースとなる）。
なお帝国艦同様、艦名はほとんどがOVA版制作時に新たに設定されたものである。

#### 各艦種（石黒監督版アニメ）
旗艦級戦艦
全長800m - 1,300m程度。多数の砲・ミサイルに加え、戦闘艇を30機程度搭載できる。大半の性能が最高レベルで、同一設計の艦が他に存在しないものが多い。同型艦という設定であっても、艦ごと兵装など異なるものもある。外形的にも標準型戦艦と巡航艦よりも、旗艦級戦艦と標準型戦艦のほうが差異が大きい。
原作には旗艦級戦闘艦には万隻単位の艦艇をコントロールするための機能が搭載されているという設定があり、アニメ版には説明はないもののその機能が描写されている。コンピューター連動によるある程度の遠隔操作（劇場アニメ版第4次ティアマト会戦・ヤン囮艦隊）や事前プログラムによる艦隊運動の設定（小説版アスターテ会戦・ヤン指揮による第2艦隊、アニメ版イゼルローン革命軍艦隊）、艦隊での長距離移動の際に従属艦を脱落させないための航法機能用の大型コンピューター（小説版ベイオウルフの特徴）と言った説明が見られる。固有旗艦の多くはこのような指揮統制通信機能が強化されている。各種メディアを通じて一般に帝国同盟共に個艦指揮中枢と艦隊指揮中枢は単一部屋内に纏められ、合わせて「艦橋」と称する。
帝国の旗艦級戦艦は全てオーディンにある皇帝直属の工廠で建造される。この工廠は技術研究所も兼ねており、開発された技術を新型艦に取り入れることも珍しくない。しかし新技術を取り入れすぎて信頼性が損なわれ、頻発するトラブルに業を煮やした新型艦の艦長が工廠の技術者を大量に乗艦させて戦場に赴いたという笑えない話も伝わっている。
盾艦
石黒監督版アニメオリジナル。帝国のみに存在する艦種。他の艦種にくらべて極端に艦高が高く艦幅が狭い盾のような形状で、旗艦を主とした戦艦に寄り添うように配備されている。
防御力及び機動性はきわめて高いが攻撃力は皆無に等しい。その用途は「命を賭して護衛対象を守ること」であり、敵の攻撃の前に立ちはだかって文字通り「旗艦を守る盾」となって爆沈した映像もある（キフォイザー会戦及びガイエスブルク要塞攻防戦）。
加藤直之による原案では帝国軍旗艦に一般的に付随するものとしてデザインされたものだが、実際の製作時には大貴族の乗る軍艦を守るためのものとして描写され、ブラウンシュヴァイク公乗艦のベルリン、リッテンハイム侯乗艦のオストマルク、シュターデン乗艦（劇場版）でのみ確認できる。
藤崎竜版コミックでも同様に登場するが、オリジナルの描写として艦内部にゼッフル粒子を充満させて敵からの攻撃に側面を晒すことで大爆発を起こし、護衛対象の撤退を援護する自殺的運用が行われている。
標準型戦艦
全長650m程度。攻撃力・防御力共に高く、艦隊戦の主役である。分艦隊や小規模艦隊の旗艦に使用される例も多く、この目的のために標準型戦艦を改造強化し特徴的な外見を持つ「派生形」といえる艦も複数種類登場している（同盟軍ではアバイ・ゲゼル、マルドゥーク、ムフウエセの3隻が登場。帝国軍では劇場版第2作『新たなる戦いの序曲』におけるメルカッツの旗艦ネルトリンゲンのみだが、外見を変えずに内装を旗艦仕様に強化できるという設定がある。乗員も726名から745名へと増える）。
帝国軍では正規の1個艦隊の旗艦であっても標準型戦艦をあてられる事が珍しく無く、特に艦隊司令官が中将の場合は標準型戦艦に個人の紋章を塗装した艦を割り当てられることが多い。その場合でも、個艦指揮中枢と艦隊指揮中枢は単一部屋内に纏められ、合わせて「艦橋」と称する。
ほとんどすべての設定資料で接頭に「標準」と付いてくるのは戦艦だけであるが、公式でその理由は語られていない。アニメ化に際し帝国同盟双方とも量産用艦艇は標準型戦艦が最初にデザインされている。巡航艦以下は戦艦のサイズを基本としてデザインされた。
原作では、両陣営の戦艦の性能差について詳しく言及されていないが、石黒監督版の設定では、ラインハルトとヤンが活躍した時代における帝国と同盟の標準型戦艦を比較した場合、防御力（装甲）と単座式戦闘艇の搭載能力は帝国が上（帝国が12機に対し、同盟は9機）だが、攻撃力（砲の威力ないし数）と機動力、電子戦能力は同盟が決定的に勝るとされる。
高速戦艦
石黒監督版アニメ（およびそれに基づくゲーム）において、主に帝国軍に配備されている。標準型戦艦とほぼ同サイズであるが、機関が大型化されており、より速度を出せる。また、ワープへの準備時間が短いタイプも確認されている。正面攻撃力も標準型戦艦を上回っているが、欠点（防御力の低下・生産コストの上昇など）も多いとされており、生産数は標準型戦艦よりもずっと少ない。実質的に戦艦というよりも巡洋戦艦の性格に近い。
黒色槍騎兵艦隊に所属する戦艦は、回廊の戦いで旧ファーレンハイト艦隊と統合されるまでは全て高速戦艦に統一されており、同艦隊の旗艦である王虎（後述）も、高速戦艦を再設計する形で設計されている。
宇宙母艦（空母）
帝国軍、同盟軍共に巨艦で建造数は少ない。帝国軍の宇宙母艦はアニメ第2期からの登場で、ヴィルヘルミナ級旗艦級戦艦（旧来の大型旗艦級戦艦）に格納庫ブロックを増設した形状。ワルキューレ搭載母艦（120機）と雷撃艇搭載母艦（32機）があり、格納庫部側面の形状が相違点。当初は標準型戦艦の改造型で全長682ｍという設定だったが、雷撃艇の大きさ（56ｍ）と照らし合わせた結果無理がある事が判明し、アニメの製作現場ではヴィルヘルミナ級を参考に約1100mと設定が変更された。ただし公式アイテムである「バトルシップコレクション」での説明は682ｍのまま現在も更新されておらず、また、ヴィルヘルミナ級自体が標準型戦艦の拡大型で見分けがつきにくく、帝国空母の登場カットも少ないため、劇中での識別は難しい。
同盟軍の宇宙母艦「ラザルス級宇宙母艦（全長928m）」は初映像作品である「わが征くは星の大海」から登場している。100機ものスパルタニアンを露天繋止し、操縦席部分のみを与圧区画に収納する半開放型格納庫を採用している（標準型戦艦・巡航艦も同じ方式）。このため全艦載機を迅速に発艦させる事が出来るが、もし発艦前に攻撃された場合、スパルタニアンが連鎖的に誘爆して簡単に轟沈してしまう弱点ともなっている（典型例がアスターテ会戦における第4艦隊所属艦で、この時は発艦前にワルキューレが格納庫を攻撃し、スパルタニアンの連鎖誘爆を招いて轟沈した）。また、対空火器では後部砲塔を持つ数少ない艦種であり5門装備している（他に後述の駆逐艦が4門、トリグラフが8門）。
両軍ともほぼ全ての戦艦や巡航艦に戦闘艇を搭載（同盟軍の標準型戦艦は9機、巡航艦は3機のスパルタニアンを搭載可能。帝国軍の標準型戦艦は12機、高速戦艦および巡航艦は6機、駆逐艦は2機のワルキューレを搭載可能）し、母艦機能を有している。
巡航艦（巡洋艦）
両軍共に会戦レベルの戦闘ではこの艦種が最も数が多く、主力となる。能力的にも運用的にも、現実世界における「巡洋艦」に相当する。
原作の第7次イゼルローン攻略戦では帝国軍の「ブレーメン型軽巡」という艦種が登場するが、石黒監督版では単一のデザイン・大きさ（帝国軍巡航艦は全長576m、同盟軍標準型巡航艦は全長372m）で、重巡航艦・軽巡航艦の描き分けはない。
同盟軍も新型の高速巡航艦レダII（全長486m）以外は単一艦種の量産品で、帝国の巡航艦よりずっと小振りであるが、戦闘能力はほぼ並ぶとされている。
駆逐艦
帝国軍の艦は全長170m、同盟軍の艦は全長208m。防御は劣るが機動性に優れる。建造数は戦艦よりも多いがアニメでの描写は少なく、帝国軍のものは本編第2期、同盟軍のものは本編第3期になってようやく登場した。哨戒や警備任務での登場が目立つ。
帝国軍の駆逐艦は巡航艦や戦艦、高速戦艦との艦容の差異が大きいので区別しやすい。主砲はレールガン52門で、艦橋は最前部に配置されている。ワルキューレ2機を半没式で搭載しているが発着艦の映像は無い。また、ハーメルンⅡは旧式艦の為、主砲は光子レーザー砲4門でワルキューレ搭載機能は無いという設定が付与されている。本編でユリアンがフェザーン脱出時に乗っ取った他、外伝『叛乱者』や劇場版『黄金の翼』ではラインハルトとキルヒアイスが乗艦して活躍する姿が描かれるなど、しばしばスポットライトが当てられる。
これに対して同盟軍の駆逐艦はまさしく巡航艦の小型版という能力・艦容であり、主砲は光子レーザー砲6門で、艦橋の側面に対空砲を密集配置し後部砲塔も装備する事で死角を減らしているが、スパルタニアンの搭載能力は無い。
ミサイル艦
原作ではたびたび言及されるが、アニメでは外伝のみで登場する。打撃力こそ高いが防御が薄いと表現されている。帝国のミサイル艦は駆逐艦程度の小型艦。 同盟軍のミサイル艦は巡航艦の兵装ユニットを交換・追加したもので、ゲーム『銀河英雄伝説VII』では打撃巡航艦と呼ばれている。
ゲームのミサイル艦は、同盟軍にのみ配備されている場合が多い。一方高速戦艦は帝国軍にのみ配備されている場合が多く、使用可能な艦種が帝国同盟でちょうど同数となる。
工作艦
「工作艦」として帝国・同盟ともに2種類の形式が存在する。一つは戦場で損傷した艦を修理するための「ドック艦」であり、帝国軍のものはH型、同盟軍のものは馬具の鞍状であり、それぞれ凹んだ場所に艦を納めて修理を行う描写がある。
もう一つは陸戦における工兵の役割を担う「作業艦」と言うべきもので、中央船体を軸として作業施設が付属した、竹とんぼや植物といった趣を持つ。同盟軍ではバーミリオン会戦で同盟軍工作艦がその能力を生かし、切断ビーム発生装置にて小惑星を牽引して囮となり、その後小惑星を敵艦隊に向けて放出し打撃を与えたことなど、戦術的な打撃効果を狙った運用もなされた。帝国軍では指向性ゼッフル粒子を散布する為の作業を行う艦（巨大なゼッフル粒子発生装置にY字型に工作艦が3隻連結している）としての描写がある。
輸送艦
輸送艦と補給艦を併せた役割を担う。同盟の主力輸送艦は旗艦級戦艦よりも遥かに大きい全長2000mを超え、その巨体ゆえにワープ時に周囲に与える影響が大きいためワープに関して細かな規定がある。武装は両軍とも自衛用の低出力レーザー砲群を正面に備えるのみである。バーミリオン星域会戦の前哨戦（アニメ第50話）で登場した球状のコンテナ輸送船（帝国・同盟双方）や、同盟の小型軍用輸送船を転用した商船「親不孝号」など、登場の機会こそ少ないが同系列の艦がある。
従軍病院船
同盟軍は輸送艦と共通の船体を使用し、帝国軍も2,000m級の超大型船。敵味方を越えた共通のマーク（ビデオ/LD版では赤十字だったが、DVD版以降はヘルメスの杖に修正）が描かれている。アニメでは病院船付属の小型艇が登場した。非武装。
強襲揚陸艦
帝国軍の揚陸艦はドイツ軍の柄付き手榴弾のような形で、単独でのワープ能力を持たず、揚陸艦母艦（巨大な揚陸艇のような外観）によって戦場まで輸送される、艦というよりは言わば上陸用舟艇であるのに対し、同盟軍の揚陸艦は帝国軍のものより大きく、単独でのワープが可能で防御力も高い。薔薇の騎士連隊（ローゼンリッター）はしばしばこの艦で敵艦に接舷して突入するという、さながら帆船時代の海賊のような戦法を取る。両軍とも強行接舷･突入用の電磁石・ヒートドリルを正面に備えている。戦艦や巡航艦など他の艦艇では側面にある。
強行偵察艦
帝国軍のみ。艦首近くがややくびれたペンライトのような形状をしている。艦首部に特殊センサーを装備している。武装については不明。同盟軍の同種艦はバグダッシュが使用していた特務通報艦（全長300m。巡航艦より標準戦艦に近いフォルムをしており、艦首部にセンサー群と思われる黒いモジュールを配置している）が最後の1隻で、強行偵察型スパルタニアンが役割を引き継いでいる。作中ではいつも単独で行動していた。
雷撃艇、宙雷艇
作中で映像化されたのは帝国側のみ。軽快な動きで敵艦隊に突入する小型艦艇。機首に24門ものレールガンが装備されており、高い火力を持つ。ワープ機能は無く母艦に収容することから、艦載艇のジャンルになる。アニメ版ではワルキューレやスパルタニアンが戦闘機と攻撃機の双方の能力を兼ねている為、出番が少ない。また、PCゲーム版「I・II」及び劇場版「わが往くは星の大海」では駆逐艦にカテゴリーされていた。第9次イゼルローン攻略戦では、イゼルローン要塞攻撃用に大型爆弾を搭載した爆撃型も登場した。駆逐艦よりも小型で装甲も薄く、また戦闘艇よりも機動性に欠ける事から、スパルタニアンに容易く撃墜される描写もみられる。メルカッツが本艦種を活用した近接戦闘を展開して大きな戦果を挙げている。
帝国軍雷撃艇は本来、駆逐艦としてデザインされたもの（劇場第一作『わが征くは星の大海』では戦艦、巡航艦に混じって航行している）だが、後に別途駆逐艦が再デザインされ、こちらは雷撃艇とされた。
単座式戦闘艇
武装はレーザー砲のみだが、スパルタニアンには機首に機銃が搭載されている描写もある。戦闘艇どうしの格闘戦も対艦攻撃も同じ武器で行う。対艦戦闘では防御磁場の内側にまで侵入して超至近距離からレーザーを使い敵艦を「斬る」描写が見られる。その一方、敵味方の距離が離れた状況で出撃すると艦砲射撃の餌食になりやすい。劇中では発進させる頃合いを見計らうのに腐心する描写があり、早過ぎて艦砲射撃の的になったり、遅すぎて発艦もできぬまま母艦ごと撃破されるなどの描写が度々登場する。
ワルキューレは横に長い「コ」の字を2つ、縦棒の部分で直交させて繋げたような構造になっている。直交部を軸にして砲塔部を360度回転させられるようになっており、母艦には180度回転させた状態で艦内に艦載されていて、単一の出入口から複数機が出入りしている描写は見られない。左右への首ふりも可能なため、スパルタニアンに比べて圧倒的に射界が広い。可動機構の多さと形状の複雑さに因る表面積の増加は当然容積あたりの質量を増加させ、相対的に推力/質量比・燃料武装などの搭載質量を減少させ、戦闘機動能力・攻撃力・連続稼働時間・センシング能力を制限する。実際スパルタニアンには強行偵察型が存在するが、ワルキューレには偵察型が存在しない。スパルタニアンのレーザー砲塔は機体上面中央部に搭載されており、正面射撃時にはコクピットの頭上を飛び越す形になる。また、機体の正面から上面までの約90度ほど回転させることが可能であるが、ワルキューレに比べると射角が小さい。スパルタニアンは、艦内に開閉式気密カバーのある係留区画にコックピットカバー部が差し込まれ、パイロットが乗降し、艇体の殆どの部分は艦外に露天係留されている。
なお、惑星カプチェランカでの戦闘に際しての描写から、ワルキューレは重力下、大気圏内での運用も可能であることがわかる。
連絡艇（シャトル）
戦艦に搭載される小型艇で、妨害などによる劣悪な通信環境下もしくは無線封鎖時における伝令や緊急脱出などに使われる他、作戦会議を開く際に分艦隊司令官や艦隊司令官を旗艦に集める移動手段としても用いられる。
帝国軍の連絡艇は前面に乗降口を配置するなど宇宙空間での運用に特化されており、ワープ能力を有したやや大型のタイプも存在する。また、OVA第53話においてヒルダがミッターマイヤーのもとを訪れる際に使用した小型高速艇（長距離航行用の大型連絡艇）も登場している。
同盟軍の艦船は地球タイプの大気圏を有する岩石惑星の地表・水上への着陸・着水を想定していないため（惑星レグニッツァ上空の戦いで示されたように、少なくとも木星型惑星大気圏内への突入・飛行・戦闘・離脱は可能）、大気圏突入・着陸・大気圏離脱能力を持つ連絡艇で人員物資移動を行っており、スペースシャトルに似た形状をしている。このため出撃時にはシャトルで惑星上から衛星軌道上に係留されている艦艇まで移動するが、シャトル格納庫については劇場版『新たなる戦いの序曲』にて、大型戦艦パトロクロスの後部砲塔後端部に設置されていることが描写されているだけである。
外伝『螺旋迷宮』で描かれた第二次ティアマト会戦（本編の約60年前）では、両国ともに本編時代のものとデザインが大きく異なる会戦当時の艦艇が登場する。

### Die Neue These
砲塔のないデザインなど、大まかなデザインラインは石黒監督版のものを踏襲しているが、通常航行機関とワープドライブを別々に持つなど相違点も少なくない。艦隊各艦のデータリンクによって艦隊行動を制御している描写もある。
作中殆どの艦船は3DCGで描かれている。

#### 勢力ごとの特徴（Die Neue These）
銀河帝国
推進器群が集中配備された艦尾部から比較的細い前部艦体が前方に伸びるリアヘビー形態をとり、全体的に曲線・曲面の多い形状となっている。艦尾部上面にはワープドライブの配置が二等辺三角形の頂点を構成するように3基搭載されている。艦首部は幅広になる傾向があり、戦艦、駆逐艦は前部上面に流体金属装甲を持つ。艦橋は後部艦体下面の最前部にある全面ガラス張りの風防状構造物内部にゴンドラ式に釣り下げられており、ワープや戦闘の際に艦橋のみ上昇して内部に収納される。
艦名はゲルマン式・北欧神話から取られることが通例とされる。
自由惑星同盟
推進器群と火器群が集中配備された艦首部から比較的細い後部艦体が後方に伸びるフロントヘビー形態をとり、直線・平面を基調とする形状を呈する。そのレイアウトにより主推進器ノズル群が重心付近にある為か、その一部の噴射方向を下方に偏向させて、上昇する描写がある。一部の艦は後部艦体後端部からも噴射する描写がある。ワープドライブは艦首に2基、艦尾下面に1基搭載されており、帝国艦と同じように二等辺三角形を構成している。艦橋構造物は前部上面にあり、戦闘時には構造物ごと内部に格納され、外部状況を表示するモニターによって視界を確保する。本編中では惑星の大気圏内で運用されることはない。
艦首側面には「所属艦隊を表す数字2桁/クラスを表すアルファベット2文字/世代を表す数字2桁-艦ごとの個別番号」という規則で番号が表記され、その下に艦名が表記されている。

#### 各艦種（Die Neue These）
第2クール（星乱）終了時点で宇宙母艦は両軍とも未登場。
戦艦（標準戦艦）
作中（本伝時間軸）における帝国軍戦艦は基本的に「第二世代」とされる（ブリュンヒルト、バルバロッサのみ「第三世代」）。旗艦級戦艦はおおむねこの「第二世代」戦艦の派生形である（先行試作艦や試作されたものの量産されなかった形態を含む）。貴族が塗装の異なる標準戦艦に座乗していることもある。
同盟軍は標準戦艦と旗艦級戦艦の形態差が比較的小さい（一部例外もある）が、旗艦級戦艦の多くは大型のアンテナなど各所に旗艦専用の特殊な装備を持つ。
両軍戦艦共、第二世代戦艦初期に派生した旗艦用戦艦（帝国：ガルフピッゲン・ヘイムダル、同盟：パトロクロス）から、艦隊指揮装備をオミットした物を標準戦艦として量産しているので、結果的に艦隊指揮用巨大戦艦が存在せず、旗艦用と標準戦艦の規模に大小があるような記述となっていない原作準拠となっている。
巡洋艦
原作の用語では「巡洋艦」「巡航艦」が混在するが、「Die Neue These」では「巡洋艦」と称する。
駆逐艦

輸送艦
帝国軍は三胴船形式、同盟軍は背の高い大型艦。両軍とも他の艦艇を横付けして補給することができる。帝国軍輸送艦は各胴体の側面に持つ流体金属部から強襲揚陸艇を発進させる揚陸母艦としても運用される。
哨戒艦
帝国軍は双胴式、同盟軍は駆逐艦の改設計艦で大型アンテナを持つ。センサー類、偵察ドローン等を装備する。
戦闘艇
ワルキューレは概ね石黒版の構造を引き継いでいるが、回転軸が追加され、より複雑な機動を見せる。スパルタニアンは形状が一新され、三角形の主艇体の下方に球体関節を介して推進器が一本取り付けられ、角度が変更できるようになっている。石黒版とは異なり、母艦内に完全収容されるようになった。
シャトル
おおむね石黒版と同じ設定となっており、帝国軍では艦艇間の人員輸送を担う小型艦艇として、同盟軍では軌道上の艦艇と惑星地表の間の人員輸送を担うSSTO式の小型艦艇として登場する。

## 登場艦艇
当項では、小説『銀河英雄伝説』（本伝・外伝）作中に登場する艦艇のみ記述する。

### 銀河帝国/ローエングラム軍・ローエングラム王朝
ブリュンヒルト (Brünhild)
ラインハルト・フォン・ローエングラムの座乗艦。外伝「星を砕く者」で大将に昇進したラインハルト（当時はミューゼル姓）に下賜された新造戦艦で、後に帝国軍総旗艦となる。
外見は流線型で、外装色は白ないし銀色。白鳥にも喩えられたその美しい姿故か、ラインハルトはこの艦を愛し、生涯にわたってそれを変更しなかった。皇帝即位後は「移動する大本営」「動く大本営」とも称される。常に戦陣に立った「常勝の天才」ラインハルトと共に、数多くの戦いに参加。ラインハルトとヤンの唯一の会談が行なわれたのも、シェーンコップが戦死したのもこの艦内である。
歴代艦長はカール・ロベルト・シュタインメッツ大佐→ロイシュナー大佐→ニーメラー中佐→ジークベルト・ザイドリッツ准将。ザイドリッツは移動する大本営の艦長として、格式の上で帝国軍で唯一艦長にして将官の地位にある。
石黒監督版
流線型で優美なフォルムを持つ新型戦艦の試作艦。白色の船体外装色と対象的に、後上面部に濃灰色で広範囲な機械露出部がある。全長1,007mと従来の旗艦タイプよりも若干小さいが、試作艦ゆえにコストを度外視した装備がなされ、傾斜装甲と対ビーム兵器コーティングによる強力な防御と可動式ビーム砲座による高い砲戦能力を持つ 。外観はトクマ・ノベルズ版の挿絵・カバーイラストの艦艇に近いが、これは本来帝国の標準的な戦艦として加藤直之が描いていたデザインが、プロデューサー田原正利の希望でブリュンヒルトに採用されたものである。
Die Neue These
最新鋭の「第三世代」艦。流線型の艦上面全体を流体金属装甲で被覆した流麗な外見で、高い防御力を持つほか、新設計のハイブリッド式ドライブを搭載している。
デザインは石黒監督版を踏襲するが、下面部両脇にはメイン重力ユニットが置かれるなど、Die Neue Theseのメカニック設定に応じた形状となった。
アースグリム（Ahsgrimm）
アーダルベルト・フォン・ファーレンハイトの座乗艦であり艦隊旗艦。回廊の戦いの前哨戦で脱出する艦隊の最後衛を務め、エネルギー中和システムの能力限界をこえる被弾によって撃沈された。
石黒監督版
全長951m。上下二又に分かれた艦首の間に、小型の要塞砲クラスの出力を持つ超大口径連装主砲が格納されている。回廊の戦いではその発射シーンが描かれた。アースグリム以外にはサラマンドルが同様の装備を有している。
超大口径砲の全力砲撃時における砲撃力は帝国軍艦艇中最強とも言われるほか、艦首に12門の通常砲門を有し、新型反応炉の搭載によって高い機動性も併せ持つ。
作中では本伝第2期からの登場。第1期でも26話に登場していたが、ファーレンハイトがラインハルト麾下に加わった直後でありストーリー上不自然であることから、DVD版では修正され、一般の高速戦艦に変更されている。
ヴィーザル (Vidar)
エルンスト・フォン・アイゼナッハ の座乗艦であり艦隊旗艦。回廊の戦いに参加した 。 
石黒監督版
全長948m。ナイフの柄の端にエンジンをつけたような、縦に扁平な艦型をしている。そのデザインは同盟軍戦艦の設計を参考にしているとされるが、他の帝国軍戦艦とも同盟艦とも、やや趣が異なる。
オーバーハウゼン (Oberhausen)
ミュラー艦隊所属の巡航艦。ランテマリオ会戦にて損傷し、後方の工作艦にて応急修理を受けていた時にヤン艦隊の襲撃を受けた。
オッフェンブルフ (Offenburg)
バーミリオン星域会戦において、艦隊旗艦およびノイシュタット撃沈後に一時的にナイトハルト・ミュラーの座乗艦となる。しかし同艦もまた撃沈され、ミュラーは司令部ごと戦艦ヘルテンに移乗した。
王虎（ケーニヒス・ティーゲル） (Königs Tiger)
フリッツ・ヨーゼフ・ビッテンフェルトの座乗艦であり、彼が率いる黒色槍騎兵（シュワルツ・ランツェンレイター） 艦隊の旗艦。
石黒監督版
高速戦艦の主砲や機関部をさらに強化した超高速戦艦。圧倒的な巡航速度と攻撃力を持つが、それ故に小回りが利かず、守勢に回るとやや脆い面を見せるとされる。常に司令官と共に激戦の最中にありながら、一度の被弾もなかった幸運艦でもあるが、有り余る機関出力に支えられた強力なエネルギー中和磁場で被弾するはずの攻撃を弾き飛ばしていた面もある。
Die Neue These
第二世代の先行試作艦として建造されたうち、ミネルヴァの同型艦（制式採用に至らなかったタイプ）で、第一世代艦艇に近い武骨で角張ったデザインをしている。
アムリッツァ会戦時から登場する。
ケルンテン (Kärnten)
アスターテ会戦でパトロクロスと交戦、互いに有効打を与えられぬまますれ違う。石黒監督版ではOVA、劇場第二作ともに標準型戦艦。
火竜（サラマンドル） (Salamandor)
アウグスト・ザムエル・ワーレンの座乗艦であり艦隊旗艦。第二次ランテマリオ会戦において被弾し艦橋にも被害が及ぶが、ワーレンは傷ついた義手に構わず指揮を続ける剛毅さを見せた。
石黒監督版
フォルセティ級3番艦。艦底部に地上着陸用の爪を持つ。艦長ドゥンケル大佐。
地球討伐作戦時、着陸用の爪で旧ヒマラヤ山脈の尾根に強行着陸した。第2次ランテマリオ会戦ではロイエンタール軍の攻勢を受け損傷。
赤い艦首中央シャッター内は、アースグリム並の超大口径砲が装備されているという説が有力とされる。
Die Neue These
紫色の塗装で、大型レールガンを装備した二股の艦首を持つ大型艦。
シェーネベルク (Schöneberg)
戦艦。第9次イゼルローン要塞攻防戦にて撃沈される。
トリスタン (Tristan)
オスカー・フォン・ロイエンタールの座乗艦であり艦隊旗艦。
第9次イゼルローン要塞攻防戦にて、ヤン・ウェンリーの策にはまってやや猪突し、薔薇の騎士（ローゼンリッター）連隊を乗せた強襲揚陸艦の強行接舷を許す。この時ロイエンタールは、侵入してきたワルター・フォン・シェーンコップと偶然遭遇し、一騎討ちを演じた。叛乱軍としてミッタマイヤーらと対峙した第2次ランテマリオ会戦でも旗艦を務め、撤退中に裏切ったグリルパルツァー艦隊の攻撃を受け損傷。艦橋にも被害が及び、ロイエンタールは重傷を負った。航行にも支障をきたす損傷であったが、ロイエンタールは本格的な治療のために医務室や他の艦に移ることを拒否し、ハイネセン到着後死亡している。
石黒監督版
ベイオウルフの姉妹艦で、彼のシンボルカラーである青のラインが入っている。同型艦ベイオウルフと比較してデザインに曲線が多用されており、流麗なフォルムをしている。同盟軍の帝国領進攻から登場する。
Die Neue These
第二世代戦艦の先行試作艦。同盟軍の帝国領進攻から登場する。
トリッテンハイム (Trittenheim)
ルッツ艦隊所属の戦艦。第10次イゼルローン要塞攻防戦において、雷神の槌の直撃を受け撃沈。
ノイシュタット (Neustadt)
バーミリオン星域会戦において、旗艦を脱出したナイトハルト・ミュラーの座乗艦となる。しかし同艦も撃沈され、ミュラーは戦艦オッフェンブルフに移乗した。
パーツィバル (Parcivale)
ナイトハルト・ミュラーのローエングラム王朝における座乗艦であり艦隊旗艦。ラインハルト戴冠後、最初に完成した戦艦であり、バーミリオン星域会戦での功績によりミュラーに下賜された。ミュラーは乗り心地を問われて「極上です」と答えた。
ヤンの死後には、司令官らとともに単艦でイゼルローン要塞へ弔問に訪れている。
石黒監督版
ブリュンヒルトの設計思想を色濃く受け継いでおり、艦体は同じく白く塗装されているが、その扁平で幅広なフォルムは　デルタ翼機に近く、作中に登場する戦艦としてはかなり異質な外見をしている。また、鉄壁ミュラーの乗艦としてふさわしい非常に高い防御力を持ち、直撃弾を一度ならず弾き返している。艦長はリューベックの艦長だったグスマンが引き続き務めている。
ハメルン4 (Hameln IV)
帝国軍占領後のフェザーン回廊を哨戒していた駆逐艦。ベリョースカ号を捕捉して臨検しようとするが、ユリアンの知略によって乗っ取られ、ユリアンらがランテマリオまで操艦してヤン艦隊と合流する。
石黒監督版では「ハーメルンIV」。
バルバロッサ (Barbarossa)
ジークフリード・キルヒアイス の座乗艦であり艦隊旗艦。彼の死後はオーディンのドックに係留される。
石黒監督版
ブリュンヒルトの姉妹艦（一部資料では、ブリュンヒルトの量産試作艦とも）で、彼の髪の色と同じ真紅（ブリュンヒルトの白色の対ビーム・コーティングをコスト・パフォーマンスの面から見送ったため）に染められた高速戦艦（艦首部の形状が異なる）。
Die Neue These
ブリュンヒルト同様の第三世代最新鋭艦（姉妹艦ではない）。カストロプ動乱討伐（当時キルヒアイスは少将）から登場する。
フォンケル (Vonkel)
カール・ロベルト・シュタインメッツの座乗艦であり艦隊旗艦。回廊の戦いでヤン艦隊から大本営を守り撃沈された。
石黒監督版
艦首主砲が16門と攻撃力が高く、主機関部を艦体後部軸線上に配置し、左右に副機関部を張り出した構造で、デザインは直線的なものとなっている。
航路図が未整備の宙域を航行することを考慮した設計となっており、戦闘用艦艇としては不釣合いなほど充実したセンサー類及びリモートセンシング機材は、フェザーンの惑星開発商社をしてフォンケルがあれば地下資源の探査によって巨万の富が得られると語ったほど。
ブロッケン
リップシュタット戦役に先立って行われた同盟軍との捕虜交換の提案をイゼルローン要塞に届けた戦艦。
人狼（ベイオウルフ） (Beiowolf)
ウォルフガング・ミッターマイヤーの座乗艦であり艦隊旗艦。回廊の戦いでは激戦のさなかに一時撃沈が伝えられ、皇帝ラインハルトをはじめ帝国軍将兵を慄然とさせるが、実際は損傷を受けたもののミッターマイヤーは無事であり誤報であった。
なお現代のドイツ語では人狼はヴェアヴォルフ (Werewolf)である。伝説の主人公であるベーオウルフ (Beowulf) とは無関係。
石黒監督版
トリスタンの姉妹艦で、彼のシンボルカラーである赤のラインが入っている。艦尾にある垂直尾翼状のフィンが特徴。推進力が強化されており、ミッターマイヤーの乗艦らしく機動性に優れている。その分、艦首主砲の砲門数は少ない。
Die Neue These
第二世代戦艦の先行試作艦で、機関を特別にチューンされた高速戦艦。
ヘルテン (Herten)
ミュラー艦隊所属の戦艦。バーミリオン会戦時、旗艦を失ったミュラーがノイシュタット、オッフェンブルフを経て指揮座をおいた。
リューベック (Lubeck)
ナイトハルト・ミュラーのゴールデンバウム王朝時代における座乗艦であり艦隊旗艦。第8次イゼルローン要塞攻防戦終盤、ガイエスブルク要塞の爆発の余波を受け、衝撃でミュラーは重傷を負う。なお、後のバーミリオン星域会戦でミュラーは旗艦を失っているが、当該場面では艦名が登場しない。
石黒監督版
機動性及び防御力に優れ、高度なセンサー類が搭載されているため、隠密行動ならびに奇襲に向いているとされる。バーミリオン星域会戦でラインハルトの危急を救うが、ヤン艦隊の緻密な攻撃の前に6箇所を損傷して核融合炉に深刻な損傷を受け、ミュラーらの退艦直後爆沈。
ルイトポルド (Luitpold)
ルッツ艦隊所属の戦艦。第10次イゼルローン要塞攻防戦の際、雷神の槌の直撃を受け通信途絶。
レンバッハ (Lenbach)
イゼルローン回廊帝国側宙域の遭遇戦の時にアイヘンドルフ艦隊に所属していた巡航艦。発射寸前の光子ミサイルをユリアンのスパルタニアンに銃撃されて艦も誘爆。「ユリアン・ミンツが初陣でワルキューレ3機を撃墜し巡航艦を1隻破壊した」という功績に貢献した 。
ワレンシュタイン (Wallenstein)
アスターテ会戦でパトロクロスと交戦し撃沈された。
石黒監督版では標準型戦艦。

### 銀河帝国/ゴールデンバウム王朝軍・貴族連合軍
オストマルク (Ostmark)
ウィルヘルム・フォン・リッテンハイム3世侯爵の乗艦。キフォイザー星域会戦にて、撤退の邪魔になる味方の輸送艦隊を攻撃した。
石黒監督版
ヴィルヘルミナの同型艦に盾艦を装備。盾艦の形状がベルリンと異なる。
Die Neue These
標準戦艦を原型としつつも、周囲を城壁のような構造物で包み、艦首に大型重力ユニットを4基配した超大型艦。明るい水色の塗装をしている。
デューレン8号（Düren VIII）
リッテンハイム艦隊に所属した輸送艦。副長はコンラート・リンザー大尉（当時）、便乗者にコンラート・フォン・モーデル。
キフォイザー会戦時、長期戦に備え補給のために後方待機していたが、リッテンハイム侯の逃走進路を塞いでいたためにオストマルクから攻撃される。大破航行不能となった後、キルヒアイス艦隊に降伏した。
パッサウ3号（Passau III）
リッテンハイム艦隊の輸送艦。キフォイザー会戦時、リッテンハイム侯の逃走進路を塞いでいた輸送部隊がオストマルクより攻撃された際、最初に沈んだ艦。

### 銀河帝国軍/外伝
アルトマルク(Artmark)
コルプト子爵の乗艦で戦艦。私怨からレグニツァ上空遭遇戦でミッターマイヤーを付け狙うが、ミッターマイヤーにより同盟軍の前に誘い出され撃沈される。
エルムラントII (Erm land II)
駆逐艦。ラインハルトが少佐時に艦長を務めた。第5次イゼルローン要塞攻防戦において、機雷を効果的に運用し同盟軍巡航艦を撃沈するなど活躍する。
道原版コミック
道原かつみデザインによるもので、石黒監督版の駆逐艦と比べてスマートで武装も少なく、大気圏内航行用と見られる姿勢制御フィンがついている。
オストファーレン (Ostfalen)
グリンメルスハウゼン艦隊旗艦。ヴァンフリート星域会戦に参加する。
石黒監督版では標準型戦艦だが相当な老朽艦であり、艦橋内もどこか古びて薄暗かった。
ヴィルヘルミナ (Wilhelmina)
グレゴール・フォン・ミュッケンベルガーの乗艦で第4次ティアマト会戦時の帝国軍総旗艦。艦名はミュッケンベルガーの母の名にちなむとされる。
石黒監督版
全長1,116m。標準戦艦をそのまま巨大化させたような威風堂々とした外観を持つ。艦首主砲は20門。大型旗艦級戦艦ヴィルヘルミナ級のネームシップ。
ミュッケンベルガー退役後にフレーゲル男爵の乗艦となり、リップシュタット戦役に参加。その終結直前にレオポルド・シューマッハの指揮下で戦線を離脱しフェザーンへ亡命、その後シューマッハらが農場を拓くための元手として売却された。
クロッセン（Klossen)
外伝一巻のロイエンタールの挿話（帝国暦480年頃）で、決闘の原因となった令嬢の父親ダンネマン中佐が艦長を務める艦として名前のみ登場。
タンホイザー (Tannhäuser)
第3次ティアマト会戦におけるラインハルト・フォン・ミューゼルの座乗艦。石黒監督版では標準型戦艦で、ヴァンフリート星域会戦にも参加。
ディアーリウム (Diarium)
コーゼルの乗艦、ラテン語で「日記」の意。第2次ティアマト会戦においてアッシュビー艦隊とジャスパー艦隊の挟撃を受けて中破。コーゼルは戦死し、生き残った乗員は同盟軍に降伏した。ケーフェンヒラーが乗り込んでいた艦である。
クーアマルク (Kurmark)
ウィルヘルム・フォン・ミュッケンベルガー（グレゴール・フォン・ミュッケンベルガーの父）の乗艦。第二次ティアマト会戦において突出し、撃沈された。
ゲッチンゲン（Göttingen）
ダゴン星域会戦における帝国軍旗艦でインゴルシュタットの乗艦。ヘルベルト大公が全艦隊の指揮を執っており、艦内はさながら貴族の社交パーティ会場のようになっていた。

### 自由惑星同盟軍/ヤン艦隊・イゼルローン革命軍
ヤン艦隊（第13艦隊 / イゼルローン要塞駐留艦隊 / ヤン非正規隊 / エル・ファシル革命予備軍） / イゼルローン革命軍
ヒューベリオン (Hyperion)
第13艦隊→イゼルローン要塞駐留艦隊（通称「ヤン艦隊」）でのヤン・ウェンリーの乗艦。イゼルローン革命軍でのメルカッツの乗艦。
バーミリオン会戦後、バーラトの和約による解体を免れ、イゼルローン革命軍でメルカッツの乗艦となる。シヴァ星域会戦でビッテンフェルトの黒色槍騎兵艦隊の猛攻を受けてついに撃沈され、この時メルカッツも戦死した。
艦長はマリノ大佐→アサドーラ・シャルチアン中佐。
ヤン艦隊の象徴として多くの戦闘をくぐり抜けた歴戦の艦で、最新鋭旗艦であるトリグラフが配備された際もヤンは指揮座を移動しなかった。また、第9次イゼルローン要塞攻防戦の際、ヤンの乗っていないヒューベリオンを囮に使ったこともある等、敵味方を問わず、ヤンの乗艦としてヒューベリオンの名前が知れ渡っていたことがうかがえる。
石黒監督版
艦番号は144M。他の艦の暗緑とは違い、明るめな青緑の外観も特徴である。ヒューベリオン級1番艦で、宇宙暦770年代に建造されたとされる（一部資料に異説あり）。全長はアキレウス級より二回り程小さい911mで、主砲門数も32とアキレウス級の標準である40門より8門少ない。その代わり、情報を重んじるヤンの乗艦らしく、巨大なアンテナを多数装備し、情報収集能力が極めて強化された艦となっている。艦橋を中央に移動し武装関係を艦首寄りに集中させ、居住区を後方にする事で被弾時の人的損失を抑えた構造。他の同盟軍旗艦と違い、指揮官席の背後に大きな机があり、周りに参謀たちが詰めている。
ヒューベリオンの出自については、メディアによってその説明が異なる。第13艦隊新設に際して「分艦隊旗艦として新たに配備された新型艦」と説明されることもあれば、「退役寸前の旧式艦を（慌てて）引っ張り出してきた」と説明されることもあり、一貫していない。フリートファイルコレクション3に「アイアース級（パトロクロス級）以前の旗艦級戦艦であり、第13艦隊旗艦とするため指揮機能を増強した」とあり、「過去の資料で新鋭艦としたのは間違いである」という記述がある。いずれの設定においても、作中の当時においては一個艦隊の旗艦として就役する艦ではなかったという点だけは設定として一致しており、艦艇識別番号も（第13艦隊の旗艦を示す）1301とならず、最後まで144Mのままであった。この艦ナンバー144Mは、アニメ制作現場で使用されたヒューベリオン用の色番号である。
Die Neue These
艦番号は「13FB09-2144」。全長903m。石黒監督版に近い青緑色の塗装をしている。宇宙暦770年代にヒューベリオン級1番艦として建造された旧式の旗艦級戦艦であり、他の戦艦とは形状が異なる。
ユリシーズ (Ulysses)
戦艦。所属は同盟軍第8艦隊→同イゼルローン要塞駐留艦隊→エル・ファシル革命予備軍→イゼルローン革命軍。
アムリッツァ会戦では第8艦隊に所属したが、その後はイゼルローン要塞駐留艦隊（アッテンボロー分艦隊）所属。バーミリオン会戦直後、メルカッツ独立艦隊の一員として秘密裏に離脱。この時記録上は戦没扱いされるが、後にヤン・ウェンリーの乗艦となり、ヤン非正規隊旗艦→エル・ファシル革命予備軍総旗艦を経て、イゼルローン革命軍ではユリアン・ミンツの乗艦にして革命軍総旗艦。
歴戦の「闘士艦」として知られるが、アムリッツァ会戦での戦闘中に汚水処理システムを破壊され、乗員が汚水にまみれての戦闘を余儀なくされるという「軽微だが深刻な被害」を受けて以来「トイレを壊された戦艦」という不本意なあだ名がつけられている。
常に損耗率の高かったヤン艦隊でもほとんど損傷のなかった幸運の艦でもあり、時に験担ぎの象徴（「神々の黄昏」作戦の際、ヤンがイゼルローン要塞を放棄するときに赤ん坊と母親600組を乗せた）として利用された。シヴァ星域会戦でもついに無事に生き残ったが、艦内は負傷者の山でさながら病院船のようになっていた。
艦長はニルソン中佐、副長エダ少佐、通信士官フィールズ中尉。
石黒監督版
標準型戦艦で艦番号は913-D。
劇場版第一作『我が征くは星の大海』では第4次ティアマト会戦時の第2艦隊に所属。第4次ティアマト会戦終盤にヤンが座乗し、囮部隊の指揮を執った。危険な任務のため本艦以外はすべて無人艦だったが、艦長のニルソンは「この艦はじゃじゃ馬で他の人にはとてもじゃないが任せられない」と言って留まっている。囮部隊は潰滅するが本艦は生き残ってブリュンヒルト直下まで肉薄し、友軍艦隊を救った。第8次、第9次イゼルローン攻防戦の2度に渡って開戦前の哨戒行動中に敵艦隊に遭遇しており、ムライは「あの艦は哨戒に出る度に敵を連れてくる」と嘆いている。
原作小説・アニメともに強運の不沈艦として描かれているが、銀河英雄伝説の各種ゲームのOPムービーでは、ユリシーズと同じ艦番号913-Dの戦艦が撃沈され、残骸となって漂う場面が描かれていたことが複数例ある。913-Dはビデオシリーズ前半のプロデューサー田原正利の誕生日9月13日に由来している。
Die Neue These
戦艦。艦番号は「13BB11-2813」。同盟の次世代戦艦の試作として建造されたユリシーズ級戦艦の一番艦であり、下部にはトリグラフと同じ試製兵装区画を配置している。艦体もヒューベリオンと同じ青緑色に塗装されている。
アムルタート (Ameretat)
宇宙母艦。ユリアンがスパルタニアンのパイロット（当時軍曹待遇）として初陣を飾った時、母艦としていた艦。艦名は「不死」という意味であったが、この戦いで撃沈された。石黒監督版では「ラザルス級宇宙母艦」の1艦と設定され、100機のスパルタニアンを半格納状態で収容できる。
イストリア (Istria)
強襲揚陸艦。シヴァ星域会戦で、ローゼンリッターおよびユリアンたちを載せて混戦状態のさなか帝国軍本陣に突入、ブリュンヒルトに強行接舷し、初めてその優美な船体に傷をつけた。乗り込んだユリアンらはそこからブリュンヒルト内に侵入し、激しい白兵戦を繰り広げた。石黒監督版における艦番号は61。
オクシアナ (Oxiana)
第九次イゼルローン要塞攻防戦で撃沈される。石黒監督版では標準型戦艦（艦番号109-A）。
カサンドラ (Cassandra)
戦艦。バーミリオンの死闘後、メルカッツ独立艦隊に参加した。
コルドバ (Cordoba)
巡航艦。J・ギブソンの哨戒隊に所属。
シヴァ (Shiva)
メルカッツ独立艦隊（「動くシャーウッドの森」）でのメルカッツの乗艦。
バーミリオン星域会戦で公式には戦没とされるが、実際にはメルカッツが旗艦として運用した。
石黒監督版
工作艦隊用に建造された特殊な艦で、艦全体にアンテナとしても使用できる工作用クレーンを多数装備している。重装備から来る機動性能の遅さをカバーするための主砲門数80はトリグラフと並び最多である（以上「パトロクロス級」に関する解説より）。
アイアース級系列の大型艦体の艦首に大きなサイコロ型の主砲ブロックをはめ込み、そこにアイアース級2隻分の主砲を装備した特異な艦。後にその高い通信機能から、艦隊運用を担当するフィッシャーの乗艦となり活躍するも、回廊の戦いでビッテンフェルト率いる黒色槍騎兵艦隊の猛攻を受け撃沈。その報はヤンらを慄然とさせた。
タナトスIII (Thanatos III)
巡航艦。フェザーンに赴任するユリアンを乗せイゼルローンよりハイネセンへ向かった。
トリグラフ (Triglav)
ダスティ・アッテンボロー分艦隊旗艦。
新鋭艦で、ヒューベリオンをしのぐ機能美を持つ美しい艦とされている。配備された時、ヤンが艦隊旗艦をこの艦に変更するのではないかと噂されたが、ヤンは旗艦を移動せず、後輩アッテンボローの分艦隊旗艦にしてしまった。本人は「（見た目が美しい）あの艦（トリグラフ）は乗るより見ているほうがいい」らしきことを言ったようだが、ユリアンは旗艦の変更が面倒くさかっただけではないかと推察している。
艦名は「古代スラブ神話の軍神の名」とされる。
石黒監督版
同盟軍の次期旗艦級戦艦として建造される。全長924m。バーミリオン会戦後、バーラトの和約に従い、その戦闘能力を恐れた帝国軍により解体される。艦番号G-6。
艦首は3つに分かれており、その主砲門数80はシヴァと並び、同盟・帝国を通じて最多である。色は同盟艦の標準色よりもやや明るい黄緑色。財政難により新型機関の設計が出来ず、代わりに大型空母の後方機関部を改良して設計に組み込んだ事により幅の広い船体になった。余裕が出るほどの高出力を得たが、全幅が210mに達したため既存の軍港施設に係留困難であり、帝国軍が建設したイゼルローン要塞への配属となった。
艦番号のG-6はアニメ制作現場で使用されたトリグラフ用の色番号から来ている。
Die Neue These
最新鋭戦艦。全長1,243m。次世代旗艦級戦艦として建造され、艦首に大口径ビーム砲を2門備えた主兵装区画を三叉状に持つ点が最大の特徴とされる。
救国軍事会議のクーデターに際してアッテンボロー分艦隊旗艦として出撃し、ドーリア星域会戦で第11艦隊と交戦する。
ナルビク (Narvik)
バーミリオン会戦の際、ヒューベリオンの至近距離で爆発した巡航艦。
ヒスパニオラ (Hispaniola)
J・ギブソンの哨戒隊旗艦。第8次イゼルローン要塞攻防戦の際、ガイエスブルク要塞の接近を察知し後退する。
石黒監督版ではユリシーズに置き換えられ、ギブソン司令官を含め未登場。
マウリヤ (Maurya)
グエン・バン・ヒュー分艦隊旗艦。救国軍事会議のクーデター時、ドーリア星域会戦で活躍する。
石黒監督版（マウリア）
艦名は「マウリア」。艦番号E-5。分艦隊旗艦用として建造された数少ない旗艦級大型戦艦。一部メディアでは、第10艦隊旗艦である盤古（バン・グゥ）の成功を取り入れて側面攻撃力を強化したものの艦隊指揮コンピュータを搭載するスペースが少なくなり、結果として分艦隊旗艦として就役したという説明がなされている。盤古に類似した上下にずんぐりとした形状をしており、全長は975mとアキレウス級標準の1,159mより短い。建造当初はヒューベリオンと同色だったが、後に虎縞に塗装される（藤崎版では第11艦隊との戦いの頃には既に虎縞模様に彩られていた）。
建造にあたり、グエン提督の意見が反映されている（個人旗艦建造に際しては、艦隊能力と提督の意見を取り入れる事が出来た）。性能の高さから分艦隊用として多数の同型艦が建造されると期待されたが、帝国領侵攻作戦の大敗による財政破綻で2番艦も含めて全て打ち切られた。
ドーリア星域会戦で活躍。後に第8次イゼルローン要塞攻防戦の直後、敗走する敵艦隊を深追いするも、ロイエンタール、ミッターマイヤーの両名の艦隊の逆撃にあい撃沈された。グエン・バン・ヒューもその際に戦死。
Die Neue These
艦名は「マウリヤ」。艦番号「13FB10-6915」。アキレウス級旗艦級戦艦の派生型のひとつで、艦の上部が後部まで一体形状となっている特異なシルエットを持つ。
マサソイト (Massasoit)
回廊の戦いにおけるアッテンボローの乗艦。
石黒監督版
艦番号115I。艦橋や側面の形はヒューベリオンに相似しており、同時期の建造とされる。ただし主砲モジュールはアイアース級のように括れており、門数も40と強化されている、その他フィン状のアンテナ、艦中央上下左右部の構造物、艦橋内部も開放型ではなく標準的な形をしているなどの違いがある。
リューブリヤナ (Ljubljana)
戦艦。第9次イゼルローン要塞攻防戦の際、ロイエンタール艦隊に撃沈された。石黒監督版では標準型戦艦（艦番号27-B）。
レダII (Leda II)
巡航艦。レダII号と後号付きで記述されたり呼ばれることが多い。戦艦ヒューベリオンより3割がた小さい。第8次イゼルローン要塞攻防戦に先立ち、首都星ハイネセンへ召喚されたヤンが乗艦し、惑星ハイネセン地表の軍用宇宙港に着陸している。イゼルローンへの帰還時には増援部隊を率い、レダIIでヤンは戦闘を指揮した。のちにアッテンボローを艦長役としてヤン一党のハイネセン脱出にも使われた。回廊の戦い後にラインハルトとの会談に向かう際には、査問会時に無事帰還した縁起を担いでヤンおよびエル・ファシル独立政府幹部一行が乗艦したが、途中で地球教徒の襲撃に遭いヤンは本艦の中で死亡した。このとき、救出に向かったユリアンらはヤンらの遺体と生存者の収容のみ行い、フランチェシク・ロムスキー以下エル・ファシル政府の文官の遺体を残して全員退去した。
歴代艦長はゼノ→ルイシコフ。
石黒監督版
艦番号175H。レダ級新造巡航艦の2番艦。スリムな艦型で、艦首の主砲は4門と従来の巡航艦よりも少ないが、威力、射程、命中精度のいずれも従来のものより強化されている。ただし藤崎竜版コミックスでは、同盟軍の標準型巡航艦として描かれている。

### 自由惑星同盟艦隊
リオグランデ (Rio Grande)
同盟軍総旗艦。司令官はアレクサンドル・ビュコック。ランテマリオ会戦時のビュコックの乗艦。
艦長エマーソン中佐。
石黒監督版（リオ・グランデ）
艦名は「リオ・グランデ」。第5艦隊旗艦。自由惑星同盟宇宙艦隊を象徴する歴戦の巨大戦艦で、アムリッツァ星域会戦後は同盟軍宇宙艦隊総旗艦となる。全長1,182mと他の旗艦よりもやや全長、特に艦首主砲ブロック（いわゆる「頭」）が長い。理由は建造当初、艦首主砲が旧式で、射程を稼ぐため砲身を長く取らざるを得なかったためで、同時期に建造されたアイアースやク・ホリンも同様だった。他の艦は後の改装でいずれも新型主砲に変更しているが、本艦は砲身の長い長射程砲を搭載したため、「頭」が長いままであった。
艦番号は0501。これは第5艦隊旗艦を示す番号であるが、宇宙艦隊総旗艦に就役後も、この番号が変わることはなかった。
Die Neue These（リオ・グランデ）
艦名は「リオ・グランデ」。艦番号は「05FB10-1022」。アキレウス級の初期型（搭載火器強化型）で、同盟戦艦では珍しく一体型の大きな艦首構造を持つ。帝国領進攻に参加する。
ネストル (Nestor)
第4艦隊の戦艦。雷撃艇の奇襲で全員死亡後、浮遊していたところをレムノスに誤射される。銀河英雄伝説の原作本文において、帝国･同盟を通じて最初に撃沈された艦船である。石黒監督版では標準型戦艦。
パトロクロス (Patroclus)
第2艦隊旗艦。司令官はパエッタ。ヤンが司令部次席幕僚として乗り込んでいた。アスターテ会戦で被弾、艦としての戦闘能力は保たれたが司令部の人員が全滅に近い状態になり、負傷したパエッタに代わりヤンが全体の指揮をとる事になった。
外伝「星を砕く者」では第2艦隊旗艦として第4次ティアマト会戦に参加している。
石黒監督版
アイアース級旗艦級大型戦艦で、全長1,159mは同級の標準サイズ。宇宙暦783年竣工。艦艇識別番号02、『新たなる戦いの序曲』では201。
惑星レグニツァ上空遭遇戦では、ラインハルトの乗艦ブリュンヒルトと近距離で撃ち合うが、共に損害を与えるには至らなかった。アスターテ会戦では、ラインハルト指揮の帝国軍の攻撃を受け、艦橋付近でスパルタニアンが爆発し損傷。
パトロクロス級の解説では損傷が酷くアスターテ後廃艦となったとされる。アキレウス級及びアイアース級の設定では、修理後第1艦隊旗艦に転属しランテマリオ星域会戦に参戦したという。
Die Neue These
艦番号は「02FB10-2036」。英字表記はPatroklos。旗艦級戦艦アキレウス級の基本モデルとして、同級艦や標準戦艦の原型となった。
パラミデュース (Palamedes)
第9艦隊旗艦。司令官はアル・サレム。
帝国領侵攻作戦で、ミッターマイヤー艦隊の攻撃を受け大破。アル・サレムは重傷を負い、副司令官のモートンが指揮を引き継ぐ。
石黒監督版
艦番号は0901。艦橋内のワイヤーがサレム中将を直撃した。
Die Neue These
艦番号は「09FB10-3110」。旗艦級戦艦アキレウス級の一隻で、ペルガモン、ケルヌンノスの同一設計艦。
ペルガモン (Pergamon)
第6艦隊旗艦。座乗司令官はムーア。
アスターテ会戦で、ラインハルト指揮の帝国軍の攻撃に対してムーアの命令で無謀な敵前回頭を行い、幕僚のひとりラップ少佐が諌めるのに耳を貸さず降伏勧告を拒否し撃沈される。ムーア、ラップともに戦死。
石黒監督版
艦艇識別番号06（『新たなる戦いの序曲』では601）。
第4艦隊旗艦レオニダスと同様に後部側面砲塔の砲門数が標準の半分である20門（片側10門）にまで減らされているが、艦橋付近にある前部側面砲塔は標準の片側3門から片側12門にまで増強されている。映画『新たなる戦いの序曲』では、主砲モジュールとの間にある上側のくびれ部分に大型ミサイルランチャーを搭載し、シャトル格納庫上部に構造物と片側3門の側面砲を追加し、超光速通信用アンテナも3本セットが2組追加されるなど、艦形が大きく変化している。
Die Neue These
艦番号は「06FB10-5085」。アスターテ会戦時、帝国艦隊の攻撃により外部カメラを喪失。その後の降伏勧告を拒否し、装甲内に格納していた艦橋を展開して目視で戦闘を継続しようするものの、徹甲散弾の直撃を艦橋に受けて致命傷を負う。
レオニダス (Leonidas)
第4艦隊旗艦。座乗司令官はパストーレ。
アスターテ星域会戦で、ラインハルト指揮の帝国軍の攻撃を真っ先に受ける形になり撃沈され、パストーレも艦外に吸い出され戦死。
石黒監督版
艦艇識別番号04、『新たなる戦いの序曲』では401。
パトロクロスやペルガモンに似ているが、艦上部の超高速通信アンテナが3本ではなく1本で、長く伸びた先端が三叉に分かれているのが外観上の特徴。また、シャトル格納庫の後端部分が一段せりあがっており、後部側面砲塔の砲門数が標準の片側20門の半分である片側10門に減らされている。
アイアース級設定では宇宙暦791年、レオニダスIIと同時建造され第4艦隊配属。アキレウス級の設定では、当初辺境星域の治安維持任務に就いていたが、失われたアキレウスに代わり第4艦隊旗艦となる。
Die Neue These
艦番号は「04FB10-5118」。モリガン、ククルカンの同型艦。
レオニダス (Leonidas)
第11艦隊旗艦。司令官はルグランジュ。艦名は第4艦隊旗艦と同一。
救国軍事会議のクーデターに参加し、ドーリア星域会戦でヤン艦隊と砲火を交えるも、情報戦を制したヤンの奇襲攻撃の前に敗北。ルグランジュは自決する。
石黒監督版（レオニダスII）
艦名は「レオニダスII」に改められている。艦艇識別番号11。外観は番号以外レオニダスと同一。
Die Neue These（レオニダスII）
艦名は「レオニダスII」に改められている。
レムノス (Lemnos)
アスターテ会戦時の第4艦隊所属戦艦。撃沈されて射線軸に入ってきた僚艦ネストルを誤射し、その爆発に巻き込まれてしまう。その無様さは第4艦隊の混乱と敗勢の象徴であった。

### 自由惑星同盟軍/外伝
エルムIII (Elm III)
駆逐艦。ダスティ・アッテンボローが少佐の時に艦長を勤め、第六次イゼルローン攻防戦に参加した。
カルデア66号 (Chaldea LXVI)
設定では新造駆逐艦。艦長はラン・ホー少佐。帰還捕虜の引渡し及びビュコック大将との会談のためにハイネセンに赴いたヤン一行が、イゼルローンに帰るために乗艦した。イゼルローン到着後、政情不安（各地の反乱勃発）によりイゼルローン預かりとなり、哨戒部隊に配属となった。
グランド・カナル (Gland Canal)
巡航艦。艦長フェーガン。外伝1巻で身を挺して民間輸送船を護り撃沈される。
同盟軍人として模範的・英雄的行動を取ったとしてクルー全員に自由戦士勲章が授与されているが、実際にはロボス元帥の戦力温存命令で僚艦が護衛を離れたことによる犠牲であった。この戦闘は、後に本艦の艦名から「グランド・カナル事件」と呼称されるようになる。
石黒監督版での艦番号は613-R。
セントルシア (Saint Lucia)
レグニツァ上空遭遇戦でミサイルを発射しようとした瞬間、不運な落雷を受け沈没する。すぐ近くに同様の行動をしながら無傷のユリシーズがおり、幸運艦の伝説を補完するエピソードとなった。
ヘクトル (Hector)
座乗司令官はシドニー・シトレ。
第5次イゼルローン要塞攻防戦における同盟軍旗艦。シトレ大将（当時）が宇宙艦隊司令長官だった当時の旗艦で、ヤンも副官として乗艦していた。
石黒監督版（長篇「黄金の翼」を除く）
アキレウス級の設定上にのみ登場する（シトレの旗艦とは異なる）。第11艦隊旗艦として第3次ティアマト会戦で撃沈される（この設定は発表後に登場したエピメテウスと同一）。
ハードラック (Hard Luck)
自由惑星同盟軍総旗艦、宇宙艦隊司令長官ブルース・アッシュビーの乗艦。第二次ティアマト会戦において同盟軍の勝利が確定した直後に被弾し、アッシュビーは戦死。
石黒監督版
艦艇識別番号0001。デザイン的には、ルーカイランとゴラ・ダイレンの中間的なもので、装甲板と主砲門数、側砲塔群のバランスが取れている。
司令官（及び幕僚）スペースに、椅子以外何もない（通常の旗艦級戦艦では司令官用コンソールが、ヒューベリオンには幕僚などが集まる大型の楕円卓がある）のが特徴。 艦橋部左右には、発光信号を発信するための巨大な照明板が装備されている。
シャー・アッバス (Shah Abbas)
第5艦隊所属戦艦。第3次ティアマト会戦当時、軍曹であったアレクサンドル・ビュコックは、この艦のB04砲塔砲術下士官として同会戦に参加した。
石黒監督版では当時の設計の標準型戦艦で艦番号は507-H。
サンタイサベル(Santa Isabel)
ダゴン星域会戦における自由惑星同盟軍宇宙艦隊総旗艦。総司令官リン・パオ。
石黒監督版
艦形は当時の標準戦艦と同じであり、側面に旗艦としての意匠が描かれている。艦艇識別番号001。
細身に押さえられた船体幅・推進部の単一噴射口・不完全なモジュール構造の採用など後の同盟軍戦闘艦艇の設計思想はすでに完成していたが、動力炉の出力と効率が低く、推進剤の超純水タンクが多数設置されていた。
ヤノーシュ (Janos)
同盟軍駆逐艦。ダゴン星域会戦時、イゼルローン回廊同盟側出口付近で接近する帝国艦隊を発見した。

### フェザーン自治領
ベリョースカ号 (Beriozka)
ボリス・コーネフの所有する民間商船。外見は同盟軍の空母と類似点がある。ユリアンらのフェザーン脱出に利用され、臨検に来た帝国軍駆逐艦ハメルン4号を奪取後、逃亡偽装のため破壊される。ボリス・コーネフはその代わりとして、旧友であるヤンの伝手で同盟軍の輸送船を譲り受けた（後述）。
藤崎版ではフェザーンの設定変更に伴い、ユリアンがハメルン4号を奪取するエピソードごと登場しない。
親不孝（アンデューティネス）号 (Undutiness)
ボリス・コーネフがヤンに頼み、失われたベリョースカ号の代わりにもらった、同盟の中型輸送艦を改装した貨客船。ユリアンらを乗せ地球→オーディン（この時は地球教討伐作戦で出会ったワーレン艦隊に随行）→エル・ファシルを巡る。その後もコーネフらの船として、イゼルローンに多くの情報をもたらした。
藤崎版ではフェザーンの設定変更に伴い、最初からボリスの船として登場。同盟軍の輸送艦を改装した船ではなく、フェザーン製でフェザーン船籍の船である。
ロシナンテ (Rocinante)
ボーメルが船長を務める独立商船。密輸や密航も請け負い、船内には密航者のための快適な居住スペースもある。ニコラス・ボルテックに見込まれ、ランズベルクらによって誘拐された皇帝エルウィン・ヨーゼフ2世を無事亡命させる。
“ぼろもうけ”号 (Bonanza)
鉱石専用貨物船。乗組員数は14名。帝国暦489年12月、航行途中でフェザーン回廊に侵攻するミッターマイヤー艦隊と遭遇し、機密保持の為に同行を命じられた。
“気まぐれ”号 (Caprice)
貨物船。ぼろもうけ号の次にミッターマイヤー艦隊と遭遇し、同じく停船と同行を命じられたが、その信号を無視して逃亡を企図し、撃沈された。

### その他
デキシーランド (Dexieland)
地球統一政府宇宙軍の宇宙母艦。西暦2575年当時の所属は第4方面総監部で艦長はアーノルド・F・バーチ大佐。兵員の待遇に対する艦長の豪奢な居住環境が当時の宇宙軍の肥大化・退廃ぶりの一例として連邦統一議会軍縮・軍備管理部会で告発されたが、当時の地球統一政府議会と言論界は軍部の影響下により、軍の代弁者が多数派を占めていたため、逆に告発者の方が非難の的になった。
石黒監督版では帝国軍巡航艦に似た形状の艦体をしている。
イオン・ファゼカス号 (Ion-Fazekath)
アーレ・ハイネセンら共和主義者が、流刑地のアルタイル星系第7惑星からの集団脱走時に使用した、ドライアイスを船体とした船。ハイネセンにその着想のヒントを与えた少年の名前に由来する。全長122kmの巨大な渓谷を埋め尽くす天然のドライアイスの内部を繰り抜いて宇宙船の船体とすることで帝国の監視を欺き、完成した同船に40万人の男女を乗せて流刑星から脱出、のちに「長征一万光年」と呼ばれる旅を始めた。
新世紀（ニュー・センチュリー）号 (New Century)
「自由を求める市民」900名を乗せてイゼルローン要塞に向かった民間船。回廊に到達する直前に航行不能となり、救援信号を出して帝国とイゼルローンの両軍を呼び寄せ、結果としてシヴァ星域会戦のきっかけとなる。
武装商船
地球教徒によって精神病院から連れ出された元同盟軍准将アンドリュー・フォークが、ヤン・ウェンリーを抹殺するために使用した船で、船名は不明。回廊の戦いの後にラインハルトとの会談に向かう途上のヤン・ウェンリーが乗っていた巡航艦レダIIを襲撃したが、後方から接近した2隻の帝国軍駆逐艦から砲撃を受けて撃沈され、フォークも死亡する。この武装商船を撃沈した直後にレダIIに接舷した帝国軍駆逐艦にこそ地球教団にとっての本命の暗殺団が乗り込んでおり、レダIIになだれ込んだ暗殺団の手によってヤンは暗殺されてしまう。

## 石黒監督版アニメのオリジナル艦艇
当項では、アニメ『銀河英雄伝説』（1988-2000）および派生メディア群に登場する艦艇のうち、小説に記載のないものについて記述する。
藤崎竜版コミックスでも、原作に艦名が登場しない場合は、石黒監督版の艦名を流用している。

### 銀河帝国/ローエングラム軍・ローエングラム王朝（石黒監督版）
ウールヴルーン (Ulfrun)
ブルーノ・フォン・クナップシュタインの座乗艦であり艦隊旗艦。第2次ランテマリオ会戦でミッターマイヤー艦隊の猛攻を受けて左舷機関部にビームが直撃して航行不能となり、さらに左舷前方からビームの第二派攻撃を受けて撃沈され、クナップシュタインも戦死した。
ヴィーグリース
グリューネマンの乗艦。標準型戦艦で、バーミリオン会戦で被弾するも帰還した。グリューネマンは負傷するも生還。
エイストラ (Eistla)
アルフレット・グリルパルツァーの座乗艦であり艦隊旗艦。ウールヴルーンの準同型艦。
マル・アデッタ星域会戦では艦体下部に損傷を受けた。
ガルガ・ファルムル (Garga Falmul)
ヘルムート・レンネンカンプの座乗艦であり艦隊旗艦。第9次イゼルローン要塞攻防戦などに参加。
ヨーツンハイム級2番艦とされるが、むしろその進化型というべき艦という。全長1,210mで、帝国軍最大級の戦艦であり遠距離攻撃力は他艦の追随を許さない。巨艦ゆえに俊敏さに欠けるが、巡航艦4隻分のパワープラントから生み出されるエネルギーによって強固なシールドを張れる上に装甲も強化されているため、戦闘能力は最強クラスといわれている。
キュクレイン (Cuchulainn)
ドロイゼン艦隊旗艦。下記のクヴァシルの設計を参考にしているとされる試作戦艦。バレンダウンと新しい標準型戦艦の座を競い、敗れた。
クヴァシル (Kvasir)
エルネスト・メックリンガーの座乗艦であり艦隊旗艦。戦艦と言うよりは巡航艦を大きくしたような外観を持ち、超巡航艦とも称される。
グングニル
ディートリッヒ・ザウケンの乗艦であり旗艦。標準型戦艦。
ザンデルリンク
バイエルライン艦隊麾下、グーデ提督の乗艦。第2次ランテマリオ会戦で戦没する。
シェーンヘル
バイエルライン指揮下のホッター提督の乗艦。第2次ランテマリオ会戦で撃沈され、ホッター提督も戦死する。
シンドゥリ (Sindur)
ロルフ・オットー・ブラウヒッチの座乗艦であり艦隊旗艦。標準型戦艦。マークは双頭鷲紋/黄金獅子紋に赤い斜め線二本。
スキールニル (Skiirnir)
コルネリアス・ルッツの座乗艦であり艦隊旗艦。フォルセティ級2番艦。機動性と攻撃力を重視した設計が特徴。
テオドリクス (Theodoricus)
イザーク・フェルナンド・フォン・トゥルナイゼンの座乗艦であり艦隊旗艦。標準型戦艦。
テューリンゲン (Thüringen)
カストロプの乱鎮圧時、キルヒアイスが旗艦とした高速戦艦。
ドンダーツ
ロイエンタール艦隊シュラー提督の乗艦。グリルパルツァーの裏切りで撃沈された。
ニューベ(Nube)
第4次ティアマト会戦時、キルヒアイスが喧嘩を止めた2人組が乗っていた巡航艦。ミューゼル艦隊所属。
ニュルンベルク (Nürnberg)
カール・エドワルド・バイエルラインの座乗艦であり艦隊旗艦。
ブリュンヒルト、パーツィバルの流れに連なる艦で、槍の穂先のように鋭角な形状が特徴。機関部は船体になく左右の構造物に2基ずつ、砲塔が隠見式となっており、高度な防御性能を持つとされる。
バレンダウン (Balendown)
ヴァーゲンザイル艦隊旗艦で試作艦。実戦の運用テストを経て、次世代標準型戦艦として採用された。ブリュンヒルトの技術を採用しているとされる。
フォルセティ (Forseti)
ウルリッヒ・ケスラーの座乗艦であり艦隊旗艦。フォルセティ級1番艦。同級艦の中でも情報処理能力が強化されたタイプ。リップシュタット戦役後、ケスラーの帝都防衛司令官と憲兵総監への就任もあり、その後活躍の場面はない。
ブロックル(Blockle)
アルトリンゲンの乗艦。標準型戦艦で、キルヒアイス艦隊所属を経て大本営直属。
ブロムシュテット
バイエルライン艦隊副司令官、レマー中将の乗艦。第2次ランテマリオ会戦で沈んだ。
ヘオロット (Heorot)
バイエルラインのマル・アデッタ星域会戦までの座乗艦。標準型戦艦。
ヘルメスベルガー
バイエルライン艦隊に所属するヨッフム提督の座乗艦。第2次ランテマリオ会戦で撃沈された。
ヘルモーズ (Hermossr)
カルナップ艦隊旗艦。標準型戦艦。バーミリオン星域会戦で右舷上方からの砲火の直撃によって撃沈され、カルナップも戦死。
ヨーツンハイム (Jotunheim)
カール・グスタフ・ケンプの座乗艦であり艦隊旗艦。第8次イゼルローン要塞攻防戦で、ガイエスブルク要塞共々失われた。
ランゲンベルグ (Langenberg)
ケンプ艦隊麾下、パトリッケン分艦隊旗艦。第8次イゼルローン要塞攻防戦の終盤で撃沈される。マークは赤いY字に旧帝国紋章。第8次イゼルローン攻防戦で右舷上方からのビームの直撃を受けて沈み、パトリッケンも戦死した。

### 銀河帝国/ゴールデンバウム王朝軍・貴族連合軍（石黒監督版）
ベルリン (Berlin)
オットー・フォン・ブラウンシュヴァイク公爵の乗艦、リップシュタット戦役時の貴族連合軍総旗艦。ヴィルヘルミナの同型艦に盾艦を装備（オストマルクの盾艦より艤装が派手である）。
艦隊旗艦よりもブラウンシュヴァイク家の私用船としての機能が重視されているらしく、ダンスホールや談話室など貴族の居館と見まごうばかりの豪華な内装だが、それでも戦闘指揮能力はヴィルヘルミナ級相応のものを備えている。リップシュタット戦役後はガイエスブルク要塞に放置され、第8次イゼルローン要塞攻防戦でのガイエスブルクの破壊時に失われた。
アウグスブルク (Augsburg) / オルデンブルグ
劇場版『新たなる戦いの序曲』でのシュターデンの乗艦。標準型戦艦に盾艦を装備した姿となっている。バンダイナムコ版のゲームでは「オルデンブルグ」という名に変更されている（外観は劇場版に準じている）。
グルヴェイグ
第7次イゼルローン攻防戦当時のイゼルローン要塞駐留艦隊司令官、ハンス・ディートリヒ・フォン・ゼークト大将の座乗艦であり、イゼルローン要塞駐留艦隊旗艦。標準型戦艦。バンダイナムコ版PCゲームで付けられた名称。
イゼルローン要塞を占拠したヤン・ウェンリーからの降伏勧告を拒絶して駐留艦隊もろとも玉砕しようとしたが、その行動を嫌悪したヤンによって要塞主砲の標的とされ蒸発。次席幕僚としてパウル・フォン・オーベルシュタイン大佐も乗っていたが、ゼークトを見限りシャトルで退艦した。
ゴスアール
リッテンハイム艦隊所属の戦艦。キフォイザー星域会戦で撃沈された。
ダルムシュタット (Darmstadt)
アスターテ会戦時のファーレンハイトの乗艦。標準型戦艦。白いラインが入っている。
ドートムンド
リッテンハイム艦隊所属。キフォイザー会戦で被弾し大破。
ネルトリンゲン (Nördlingen)
劇場版『新たなる戦いの序曲』におけるアスターテ会戦時のメルカッツの乗艦。標準型戦艦の強化型で、主砲が縦に5門ずつ2列に増設され、艦体も一回り太くなり、機関部も巨大なものになっている。また、艦側面には「VI」の文字が描かれている。
ハイデンハイム (Heidenheim)
エルラッハの乗艦。標準型戦艦。アスターテ会戦後半、無謀な敵前回頭をして撃沈された。
バッツマン (Batsman)
フォーゲルの乗艦で青いマーキングが特徴。アスターテ会戦に参加した。
ランドスット
リッテンハイム艦隊所属。キフォイザー会戦中に通信途絶。

### 銀河帝国軍/外伝「千億の星、千億の光」
グレンデル (Grendel)
ウォルフガング・ミッターマイヤーが准将～少将時代に座乗していた標準型戦艦。第6次イゼルローン攻防戦で帝国軍の瓦解を防ぎ、『我が征くは星の大海』ではミューゼル艦隊の分艦隊旗艦を務めた。側面のマーキングはベイオウルフへ受け継がれた。
シュワルツティーゲル (Schwarztiger) / ヤクトティーゲル (Jagd-Tiger)
フリッツ・ヨーゼフ・ビッテンフェルトが佐官時代に艦長を務めていた高速戦艦。後年の乗艦と同様、黒一色に塗装されていた。設定により名称に異同がある。
モルオルト (Morholt)
オスカー・フォン・ロイエンタールが准将～少将時代に座乗していた標準型戦艦。第6次イゼルローン攻防戦で同盟軍の突撃を再三に渡って撃退し、『我が征くは星の大海』でミューゼル艦隊の分艦隊旗艦を務める。側面のマーキングはトリスタンが受け継いだ。

### 銀河帝国軍/外伝「螺旋迷宮」（第二次ティアマト会戦）
この時期の帝国艦は、古風な短筒を思わせる優美なデザインをしていた。
アウドムラ (Audhumla)
帝国軍総司令官ツィーテンの乗艦。第二次ティアマト星域会戦における帝国軍総旗艦。艦後方上部に3基の巨大な機関部を持ち、かなりの大出力を持つ巨大戦艦。艦首主砲の数も多い。
ヴァナディース (Vanadis)
ハウザー・フォン・シュタイエルマルクの乗艦。
エムブラ (Embla)
カイトの乗艦。被弾しカイトは重傷を負った。
ダグダ (Dagda)
カルテンボルンの乗艦。撃沈された。
ベルゲルミル (Bergelmir)
シュリーターの乗艦。被弾しシュリーターは戦死（本艦の動向は不明）。
スクルド (Skuld)
カイト艦隊所属の戦艦。ウォーリック艦隊の攻撃によって撃沈された。
ヴァーリ
カイト艦隊副司令官パルヒヴィッツ少将の旗艦。ウォーリック艦隊の攻撃によって撃沈、副司令官も戦死した。

### 銀河帝国軍/外伝「叛乱者」
シュベル
ハーメルンIIと連絡を取ったレーダーピケット巡航艦。メルカッツ艦隊所属。

#### 帝国軍第237駆逐隊
ハーメルンII（ツヴァイ） (Hameln II)
艦長：アデナウアー少佐、副長：ベルトラム大尉、航海長：ラインハルト・フォン・ミューゼル中尉、保安主任：ジークフリード・キルヒアイス少尉、機関長：インマーマン中尉、砲術長：シャミッソー中尉、水雷長：デューリング中尉、航宙主任：エメリッヒ少尉、索敵主任：グナイスト少尉、通信主任：フレーベル少尉、軍医：ヨーンゾン中尉。
全長：201m、全幅：38m、全高：47m、乗員：25名。
旧式艦で、通常より巨大な機関推進部を持つ。主砲は多連装レールガンではなくビーム砲4門のみで、建造時期が空戦の概念が生じる以前であったため、ワルキューレも配備されていない。なお、艦の内装は一応装飾が施された「帝国風」であるが、下級兵士たちの居住区はかなり薄汚く狭苦しい。
恒星アルトミュールにおける脱出作戦において恒星アルトミュールに異常接近したため、放射熱により装甲版及び一部の装備にダメージを受け、イゼルローン要塞帰還後は大規模な修復作業を行った。
キッシンゲンIII（ドライ）
帝国軍第237駆逐隊旗艦。同盟軍との遭遇を連絡してきた後消息不明。
ヴァンゲンVI（ゼクス）
ジーセンIX（ノイン）
237駆逐隊僚艦。やはり連絡が途絶し、ハーメルンIIは機関不調のまま敵中に孤立してしまう。

### 銀河帝国軍/外伝「奪還者」
ヘーシュリッヒ・エンチェン (Hässliche Entchen)
銀河帝国軍の巡航艦。艦長：ラインハルト・フォン・ミューゼル中佐、副長：アウグスト・ザムエル・ワーレン少佐、保安主任：ジークフリード・キルヒアイス中尉。
艦表面には灰色の雛鳥と白鳥のシルエットからなる紋章が描かれている。軍事機密を所持したヘルクスハイマー伯爵家が同盟へ亡命するのを阻止する密命を受け、同盟領内に出撃する。

### 自由惑星同盟軍/ヤン艦隊・イゼルローン革命軍（石黒監督版）
ヤン艦隊（第13艦隊 / イゼルローン要塞駐留機動艦隊 / ヤン非正規隊 / エル・ファシル革命予備軍 / イゼルローン革命軍
アエリア
名前のみ。エル・ファシル革命予備軍所属当時の標準型戦艦。フィッシャーが搭乗していたシヴァの撃沈を確認し、司令部に報告した。
アガートラム (Airget lamh)
第13艦隊当時のエドウィン・フィッシャー分艦隊旗艦。主艦体後部がやや下方に張り出し、艦橋は逆に水上艦のように後上方に突き出すという、他の同盟旗艦とかなり異なった形状をしている。 バーミリオン会戦後、バーラトの和約に従い解体される。
アイアース級に代わる、武装を強化した次世代の旗艦用大型戦艦の試作艦で、不採用となったが第13艦隊に配属された。
艦艇識別番号BG-20は制作現場で使用されたアガートラム用の色番号から。
エリダヌス
アッテンボロー艦隊所属の戦艦。黒色槍騎兵艦隊との戦いで撃沈される。
ザグレウス
巡航艦。「オーベルシュタインの草刈り」を受けてハイネセンに出頭するユリアン・フレデリカらイゼルローン共和政府代表の護衛中に一時故障。その修理中にラグプール刑務所事件が起きたため、ユリアンたちは出頭を取りやめてイゼルローンに引き返した。
バテンカイトス
アッテンボロー艦隊所属。黒色槍騎兵との戦いで撃沈される。
ムフウエセ
マリノ分艦隊旗艦。標準型戦艦の改設計型で全長627m。艦艇識別番号885N。主砲は18門で、艦首両舷に6連装主砲ブロックを継ぎ足したシュモクザメのような艦影が特徴。
小部隊の突撃を指揮する分艦隊旗艦級として建造されたとされる。
バグダッシュ艦（特務通報艦）
バグダッシュ中佐の専用艦。作中数カット登場。
情報活動に強いバグダッシュが帝国軍の動向を探るため単艦で運用していた。偵察型スパルタニアンの登場により廃れた偵察専用艦として最後の一隻であり、機密優先ゆえ公式の番号も艦名も存在しない。全長は300mで巡航艦と駆逐艦の中間である。艦首にはシヴァのような大きく角ばった艦首に帝国軍駆逐艦を思わせる16門の短距離砲を装備しており、発見されても正面砲戦で強行突破・離脱する能力に優れている。

### 自由惑星同盟艦隊（石黒監督版）
アイアース（アニメではAias、ゲームではIars）
宇宙艦隊司令長官ラザール・ロボス元帥の乗艦であり、当時の同盟軍宇宙艦隊総旗艦。アキレウス級の初期型艦であり、後に建造されたパトロクロスと外見的違いがほとんど無い。カーキ色の塗装が特徴で、艦首主砲ユニットの一部（上部左右発射管）に通信・管制用設備を増設した為、主砲は38門。艦艇識別番号なし。
劇場版「我が征くは星の大海」とOVA外伝「千億の星、千億の光」において同盟軍総旗艦として登場する。OVA本編においては、帝国領侵攻作戦およびアムリッツァ星域会戦時にはロボス元帥がイゼルローン要塞から出撃しなかったため、映像中では一切登場しない。
同盟軍宇宙艦隊総旗艦の座をリオ・グランデに明け渡して以降の動向は描かれていないが、アキレウス級及びアイアース級としての設定ではロボス元帥の引責辞任と時を同じくして退役した。パトロクロス級としての解説だと第1艦隊旗艦としてパエッタが乗り込み、ランテマリオ会戦に参加したとされるが、この場合もそれ以降の動向は不明。
アキレウス
作中登場せず、アキレウス級旗艦級戦艦の設定上にのみ存在する。第4艦隊の前旗艦で、アキレウス級のネームシップ。
宇宙暦787年に撃沈され、レオニダスが後任の旗艦となった。
アキレウス (Achilles)
第14艦隊旗艦。司令官はライオネル・モートン。全長1,182m。艦艇識別番号1401。
バーミリオン会戦でミュラー艦隊の猛攻を受け左舷上方から艦橋に直撃を受け撃沈、モートンも戦死。
アキレウス級の設定では、同級では同名二代目で、アスターテ会戦時に第6艦隊に所属し大破したとされる。その後修復・改装され、新設された第14艦隊旗艦として、モートンの乗艦となる。
アバイ・ゲゼル (Abai Geser)
第11艦隊副旗艦、艦隊副司令官ストークス少将の乗艦。標準型戦艦の大幅改造型で、艦橋上部やエンジン上下にアンテナが追加装備されている。ドーリア星域会戦で戦没。艦艇識別番号1102。
エピメテウス
第11艦隊旗艦。司令官はウィレム・ホーランド。初期型艦以降のアキレウス級の主要装備でもある左右両舷のスパルタニアン格納庫が全廃され、代わりに巡航艦機関部を思わせる横長のバルジ状の構造物が設置されている他、艦尾のシャトル格納庫が亜空間スタビライザーの末端ぎりぎりまで延長され、外見上は機関部がかなり大型化されているのが特徴。その為、全長は1,230mと、同盟軍・帝国軍の艦隊旗艦中最長を誇る。その他、後部側面砲塔の砲門数が標準の40門（片側20門）から70門に増強されている。
本艦は第3次ティアマト会戦で帝国艦隊に第11艦隊ごと突出して猛攻をかけ、帝国艦隊を混乱に陥れる。しかしその戦術行動には無理があり、早期に行動限界点に至ることを予測したラインハルトは、第11艦隊の全艦が限界点で制止するその瞬間を待ち、ただ一撃のもとに第11艦隊を粉砕、攻守を反転させた。このラインハルトの一撃によって、エピメテウスは司令官とともに失われた。
ク・ホリン (Cu Chulainn)
第3艦隊旗艦。司令官はルフェーブル。艦艇識別番号0301。
アムリッツァ星域会戦の前哨戦において数カット登場。レーシング星域で左舷よりワーレン艦隊の攻撃を受けて制御不能となった友軍戦艦と小惑星の間に挟まれ爆沈。ルフェーブルも戦死。
アイアース級のうち機動力・速力を増強した艦であるとされるが、機動力を増強した代償として艦首主砲は標準の40門から30門に削減されており、後部側面砲塔の砲門数も18門（片側9門）にまで減らされるなど、砲戦火力を犠牲にしている。このほか、艦体下部の超光速通信用アンテナの後方に、標準型戦艦と同型の3枚組フィンアンテナを1基追加している（艦体下部後方に追加された3枚1組のフィンアンテナは、ク・ホリンとは逆に砲戦火力を強化したクリシュナや盤古にも装備されている）。
グラウコス
作中登場せず、アキレウス級旗艦級戦艦の設定上にのみ存在する。第12艦隊分艦隊旗艦として帝国領侵攻作戦に参加、アムリッツァ会戦の前哨戦においてボルソルン星系で投降したとされる。
クリシュナ (Krishna)
宇宙暦784年竣工。艦艇識別番号0801。第8艦隊旗艦。司令官はアップルトン。
60門の主砲を搭載する火力増強型。外見上の特徴としては、主砲増設に合わせて艦首主砲ブロックが「三階建て」になって艦中央部と一体化しており、さらに艦体中央部の上下両面に側面砲塔ブロックを追加搭載しているため、異例なほどに艦体が縦長で背が高い形状になっている。能力としては砲戦火力が増強されているが、同盟軍の旗艦級戦艦としてはエピメテウスと並んでスパルタニアンの母艦機能が廃止されている。
帝国領侵攻作戦でメックリンガー艦隊の攻撃を受け、多大な損害を被りながらも撤退、アムリッツァ星域への集結に成功。引き続き参加したアムリッツァ星域会戦で、ビッテンフェルトの黒色槍騎兵艦隊の猛攻を受ける。側面の標的面積の広さが災いして機関部に被弾、軌道を維持できなくなり恒星アムリッツァに沈んだ。アップルトンは退艦を拒否し、艦と命運を共にした。
ケツアルコアトル (Quezalcoatl)
第7艦隊旗艦。司令官はホーウッド。宇宙暦783年竣工。艦艇識別番号0701。
長射程の主砲と大口径長距離センサーを艦首に装備し、屈指の砲戦距離を持つ艦であるとされる。なお、長距離砲は大威力砲でもあるが、劇中発砲シーンはなかった。
帝国領侵攻作戦で、キルヒアイス艦隊の攻撃を受け、降伏勧告を受諾。撃沈こそされなかったもののキルヒアイス艦隊に捕らえられる。
ディオメデス (Diomedes)
第15艦隊旗艦。司令官はラルフ・カールセン。艦艇識別番号1501。
ランテマリオ星域会戦、バーミリオン星域会戦に参加。その後、マル・アデッタ会戦では別働隊として帝国軍の陣営を突破し大本営に迫るも及ばず、撃沈された。カールセンも戦死。
アキレウス（第14艦隊旗艦）と同時期に建造されたリオ・グランデの再設計型であり、アキレウスとの違いは、艦首下部にある小型ミサイルポッドがディオメデスには装備されていない点のみである。
ドーロホフIII (Dolohoff III)
巡航艦。同盟政府特使ウィリアム・オーデッツを乗せ帝国軍との交渉に向かう際に登場。
盤古（バン・グゥ） (Bang-goo)
第10艦隊旗艦。司令官はウランフ。アイアース級で、攻守のバランスに優れた良艦とされる。全長1,159m。宇宙暦784年竣工。艦艇識別番号1001。
基本的な艦体形状はクリシュナと同一であるが、主砲は標準の40門に戻されたため艦首と艦中央部との間にあるくびれが復活した他、艦体中央下部の側面砲塔モジュールが小型化されている。
帝国領侵攻作戦で、惑星リューゲンの軌道上にてビッテンフェルトの黒色槍騎兵艦隊と対峙。味方艦隊を逃がす為に殿を勤め、自らの脱出寸前に艦首主砲ユニット下部のミサイル発射口にビームの直撃を受けて誘爆・撃沈され、ウランフは戦死した。
プロテシラオス
作中登場せず、アキレウス級旗艦級戦艦の設定上にのみ存在する。第8艦隊分艦隊旗艦として帝国領侵攻作戦に参加、アムリッツァ星域会戦で沈んだとされる。
ペルーン (Perun)
第12艦隊旗艦。司令官はボロディン。アイアース級。宇宙暦785年竣工。艦艇識別番号1201。長射程砲を主砲として装備したため前方主砲モジュールから中央胴体部まで直線となり、一体化した印象を受ける。
帝国領侵攻作戦で、ボルソルン星系においてルッツ艦隊と対峙。僚艦わずか8隻にまで撃ち減らされボロディンが自決した後、指揮権を引き継いだコナリー少将により機関を停止し投降した。その後の艦の動向は不明。
ベレノス (Belenus)
ザーニアルの旗艦。標準型戦艦。ランテマリオ会戦に参加する。
ペロプス
作中登場せず、アキレウス級旗艦級戦艦の設定上にのみ存在する。第3艦隊分艦隊旗艦として帝国領侵攻作戦に参加、アムリッツァ星域会戦の前哨戦において沈んだとされる。
ペンテシレイア
作中登場せず、アキレウス級旗艦級戦艦の設定上にのみ存在する。第7艦隊分艦隊旗艦として帝国領侵攻作戦に参加、アムリッツァ星域会戦の前哨戦で撃沈されたとされる。
マルドゥーク (Marduk)
サンドル・アラルコンの旗艦。標準型戦艦の改造型で、艦首主砲モジュール上にレーダードーム状の隆起がある。ガイエスブルク要塞戦の直後、敗走する敵艦隊を深追いし、ロイエンタール、ミッターマイヤー艦隊の挟撃を受け、友軍艦と激突して轟沈。艦艇識別番号813C。
メムノーン
作中登場せず、アキレウス級旗艦級戦艦の設定上にのみ存在する。第10艦隊分艦隊旗艦として帝国領侵攻作戦に参加、生還したとされる。
ロスタム
マリネッティの旗艦。艦艇識別番号205N。
物資や資金が欠乏していた末期の同盟の国内事情を反映するかのように、艦首主砲は30門にまで減少、機関部脇の側砲塔群も通常のアイアース級より遥かに少ない。
RK-387
小規模な工作艦隊の旗艦で工作艦。艦艇識別番号がそのまま艦名となっている。マスカーニ少将の乗艦。バーラトの和約にしたがってレサヴィク星系にて戦艦と宇宙母艦を破壊しようとしていたところ、作業の応援と称して接近してきたメルカッツ独立艦隊に拘束され、破壊予定だった戦艦464隻と宇宙母艦80隻を強奪されてしまった。

### 自由惑星同盟軍/外伝「千億の星、千億の光」
ケイローン3
強襲揚陸艦。艦艇識別番号666。
シェーンコップ率いる「薔薇の騎士」連隊が搭乗、帝国艦を次々と白兵戦で強襲して宇宙海賊さながらの暴れぶりを見せた。
シャムシュ (Shamash)
ワーツ分艦隊旗艦。番号2B-01。ヤン・ウェンリー同期で首席卒業だったマルコム・ワイドボーン大佐が参謀長をしていた。ミューゼル艦隊の動きに対して凡庸な対応を見せたため、そこを突かれて奇襲を受け、撃沈される。

### 自由惑星同盟軍/外伝「螺旋迷宮」

#### エル・ファシルの戦闘
グメイヤ (Gumeiya)
エル・ファシル星域警備艦隊旗艦。標準型戦艦。司令官アーサー・リンチ。艦艇識別番号304B。

#### 第二次ティアマト会戦
この時代の自由惑星同盟軍は、帝国軍の個人旗艦と同様に個艦優先主義思想が強かった。制作者はミッシングリンク（失われた鎖）と表している。また、本編同盟艦の「縦に薄く扁平で、防御を軽視した艦体構造」、「巨大な機関部から細長く延長した艦首に主砲ブロックを配置する実用優先・美意識皆無のデザイン」というコンセプトがさらに強調されている。
ヴィヴァスヴァット
第11艦隊旗艦。司令官はジョン・ドリンカー・コープ。艦艇識別番号1101。
同時代の旗艦級戦艦とは異なるデザインラインを持ち、流線型のボディが特徴。
ゴラ・ダイレン
第8艦隊旗艦。司令官はファン・チューリン。艦艇識別番号0801。
ルーカイランよりもさらに洗練されたデザインになっているが、艦首部の側面にもびっしりと装甲板を張った結果、側砲塔が削減されている。
トラウィスカルパンテクートリ
第9艦隊旗艦。司令官はヴィットリオ・ディ・ベルティーニ。この会戦で味方艦の誘爆により撃沈。艦艇識別番号0901。
艦首に集中配備された砲塔、ブリジットよりも更に細い艦首砲塔と機関部との接合部分に、断面が台形の巨大機関部という構造。
接合部分には直接装甲板が張られている。
ブリジット
第4艦隊旗艦。司令官はフレデリック・ジャスパー。艦艇識別番号0401。
細長い艦首兵装部と巨大な機関部という、この時代の同盟旗艦級戦艦を象徴する艦形。
軽量化の為か、機関部側面の装甲板が一部省略され、機関がむき出しになっている。
ルーカイラン
第5艦隊旗艦。司令官はウォリス・ウォーリック。艦艇識別番号0501。
ブリジットと異なり機関部が完全に装甲されているが、艦首主砲の門数が削減されている。

### 船籍不明
アイマルラン号
外伝「奪還者」において、自由惑星同盟へ亡命しようとしたヘルクスハイマー伯爵が搭乗していた船。強制接舷した帝国軍巡航艦ヘーシュリッヒ・エンチェンよりやや小さい。船首下部に可動式の巨大な帆状構造がある。なお、一等船室は貴族にふさわしい豪華なものであり、隠し通路や脱出ポッドまで完備していた。
劇中では船名は登場せず「ヘルクスハイマーの船」と呼ばれていたが、DVD版「奪還者」に同封されているパンフレットに名前が記載されている。
旋回式のビーム砲塔を複数基装備していたが火力的には大したものではなく、ヘーシュリッヒ・エンチェンから発艦したワルキューレにすべて破壊された。
アイマルラン号の護衛船
アイマルラン号を護衛する戦闘艦艇。艦名は不明。全長はアイマルラン号の半分程度。帝国軍駆逐艦を前後逆にしたような船形をしている。ヘーシュリッヒ・エンチェンの砲撃により轟沈。ラインハルトは「護衛船」と呼称しているのに対し、オペレーターは「護衛艦 」と呼称している。

## Die Neue Theseのオリジナル艦艇
当項では、アニメ『銀河英雄伝説 Die Neue These』および派生メディア群に登場する艦艇のうち、小説に記載のないものについて記述する。

### 銀河帝国軍（Die Neue These）
アルヴィース（Alvíss）
ブラウンシュヴァイク公爵の乗艦で、のちにフレーゲル男爵が座乗。オストマルクの同型艦で、塗装は明るい緑色。
ヴァナヘイム(Wanenheim)
帝国軍イゼルローン要塞駐留艦隊旗艦。標準戦艦。ゼークト大将が座乗した。第7次イゼルローン攻防戦で、"雷神の鎚(トゥールハンマー) "の直撃を受けて撃沈された。
ガルフピッゲン (Galdhøpiggen)
ケンプ艦隊旗艦。ヘイムダルの姉妹艦で、第二世代標準戦艦の原型となった。
ガンダルヴァ (Ghandarva)
メックリンガー艦隊旗艦。ベージュ色の塗装で、攻・防・機動ともに高い能力を持つ。インド神話からの命名は帝国艦の通例から外れるが、これはメックリンガーが自ら命名したためとされる。
ダインスレイフ (Dainsleif)
マクシミリアン・フォン・カストロプの座乗艦。ベースは標準戦艦で、紫色の塗装。
ヘイムダル（Heimdall）
アスターテ会戦時のファーレンハイト艦隊旗艦。ガルフピッゲンの姉妹艦。
ヘルズブレイズ (Herðubreið)
ルッツ艦隊旗艦。超遠距離ビーム砲を搭載し、長距離狙撃能力を有する。
ミネルヴァ（Minerva）
メルカッツ艦隊旗艦。ケーニヒス・ティーゲルと同型の第二世代戦艦の先行試作艦として建造されたが、開発競争に敗れた。リップシュタット戦役後、同盟に亡命。

### 自由惑星同盟軍（Die Neue These）
オケアノス (Oceanous)
帝国領進攻時のロボス元帥座乗艦。
作中登場せず（BD/DVD6巻ケースには登場）、設定とCGモデルのみ存在する。艦番号は「01FB10-1006」。マナナン・マクリルの次に建造されたアキレウス級の初期型で、その基本形となった。
ククルカン (Kukulkan)
同盟軍第7艦隊旗艦。艦番号は「07FB10-2136」。司令官はホーウッド。帝国領進攻時、第13艦隊の撤退を援護するためキルヒアイス艦隊に突撃し、撃沈された。
モリガン、レオニダスの同型艦。
ゲシル・ボグド (Gesil Bogdo)
同盟軍第10艦隊旗艦。艦番号は「10FB10-3089」。司令官はウランフ。帝国領進攻時、リューゲンで戦没した。防御重視型で、ジャガンナータの同型艦。
ケルヌンノス (Cernunnos)
同盟軍第12艦隊旗艦。艦番号は「12FB10-4612」。司令官はボロディン。帝国領進攻時、ルッツ艦隊の超長距離攻撃に晒され喪失した。
ペルガモン、パラミデュースの同型艦。
ジャガンナータ (Jaggannath)
同盟軍第8艦隊旗艦。艦番号は「12FB10-3023」。司令官はアップルトン。帝国領進攻時、メックリンガー艦隊と交戦。アムリッツァ会戦でも戦闘参加している。ゲシル・ボグドの同型艦。
マナナン・マクリル（Manannan Mac Lir）
第2艦隊フィッシャー分艦隊旗艦。のちに第13艦隊フィッシャー分艦隊旗艦。艦番号は「13FB10-7316」。
黒い塗装をしたアキレウス級の試作艦で、大型円形複合センサーやアンテナ機能付きセンサーブレードを多数搭載し、高い通信能力を持つ。
モリガン (Morrigan)
同盟軍第3艦隊旗艦。艦番号は「03FB10-1043」。司令官ルフェーブル。ククルカン、レオニダスの同型艦。

## 道原版コミックのオリジナル艦艇
当項では、道原かつみ版コミックに登場する艦艇のうち、小説に記載のないものについて記述する。
カルディア25号
ドーリア会戦の寸前、第11艦隊を発見するも不運に発見され撃沈された駆逐艦。コミック版での登場。
CKV型
コミック版で挙げられる貨物船の船種。帝国軍によるフェザーン占領後の密航者狩りで、貨物室がないので無視していいと評された。